# Rocca Sanvitale (Fontanellato)
Die Rocca Sanvitale, auch Castello di Fontanellato genannt, ist eine mittelalterliche, ganz von einem Wassergraben umgebene Wasserburg in Fontanellato in der italienischen Region Emilia-Romagna. Sie liegt an der Piazza Matteotti 1. In dieser Burg liegt die Saletta di Diana e Atteone, die wegen ihrer manieristischen Fresken bekannt ist, die Parmigianino schuf.

## Geschichte

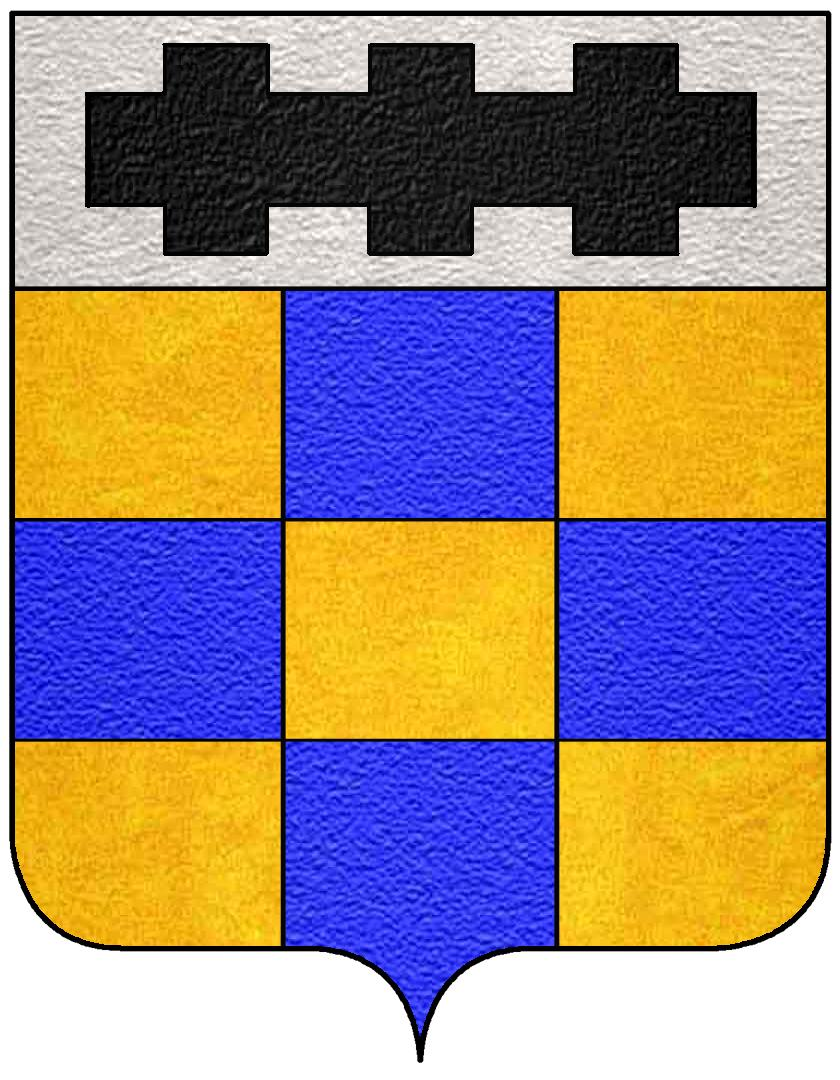
Altes Wappen der Pallavicini

Die ursprüngliche Verteidigungsfestung der Siedlung „Fontana Lata“ ließ Markgraf Oberto I. Pallavicino, der das Lehen nach einem Gebietstausch mit den Markgrafen Folco und Ugo I. d’Este erhielt, ab 1124 errichten. 1145 übergab Oberto I. der Stadt Piacenza den Turm und sein Territorium.
Im 14. Jahrhundert brachten sich die Viscontis in den Besitz der Festung, die Gian Galeazzo Visconti 1378 den guelfischen Sanvitales als Lohn für ihre Treue überließ.
1386 ließen die neuen Lehensnehmer mit Bauarbeiten für eine neue Burg um den alten Turm herum beginnen. Die Umfassungsmauer wurde um 1400 herum fertiggestellt und erhob der Herzog von Mailand, Giovanni Maria Visconti, das Gebiet von Fontanellato zur Grafschaft und investierte die Brüder Giberto und Gian Martino Sanvitale offiziell darin.

Wappen der Sanvitales

1482, während des Krieges der Rossis, wurde die Burg von den Truppen der Rossis von Parma angegriffen.
1551, während des Krieges um Parma, wurde die Burg von den Soldaten des Heiligen Römischen Reiches angegriffen, die aber zurückgeschlagen wurden.
Später wurde die Burg erweitert und in eine elegante Adelsresidenz, reich an bedeutenden Kunstwerken und Fresken, umgewandelt. Im 16. Jahrhundert wurde das Gebäude nahezu in der heute sichtbaren Form fertiggestellt.
In den ersten Jahren des 17. Jahrhunderts wurde die Burg von der spanischen Armee angegriffen, wodurch die Befestigungen beschädigt wurden. Also wurde der Hofingenieur Smeraldo Smeraldi mit dem Umbau des Burggrabens beauftragt, über den eine neue Brücke in Mauerwerk als Ersatz für die alte Zugbrücke errichtet wurde.
1611 wurde Graf Alfonso Sanvitale beschuldigt, an der vermuteten Verschwörung zum Nachteil des Herzogs Ranuccio I. Farnese beteiligt gewesen zu sein, was zur Konfiszierung all seiner Güter und zur Verurteilung zum Tode aller mitbeteiligter Adliger führte. Erst nach einigen Jahren erhielt sein Vetter, Alessandro II. Sanvitale, als Zeichen der Anerkennung durch die Farneses die Erlaubnis, von der herzoglichen Liegenschaftsverwaltung in Parma die Burg von Fontanellato zu kaufen.
1688 ließ Graf Alessandro III. Sanvitale das Erdgeschoss des alten Eingangsbergfrieds, der Anfang des 17. Jahrhunderts nach der Verlegung des Eingangs in den benachbarten Turm in ein Holzlager umgebaut worden war, in eine Kapelle umbauen. Ebenfalls umgebaut wurde das frühere Oratorium auf der anderen Seite des mittleren Hofes, während einige Räume im ersten Obergeschoss ebenfalls neu geordnet wurden. Schließlich wurde die heutige, große Uhr an die Front des hohen Turms als Ersatz für eine Uhr aus dem 16. Jahrhundert angebaut.
Weitere kleine Eingriffe wurden im 18. Jahrhundert durchgeführt: Die Fenstertüren mit kleinen Balkonen und schmiedeeisernen Geländern wurden in die Fassade und an den Türmen eingesetzt.

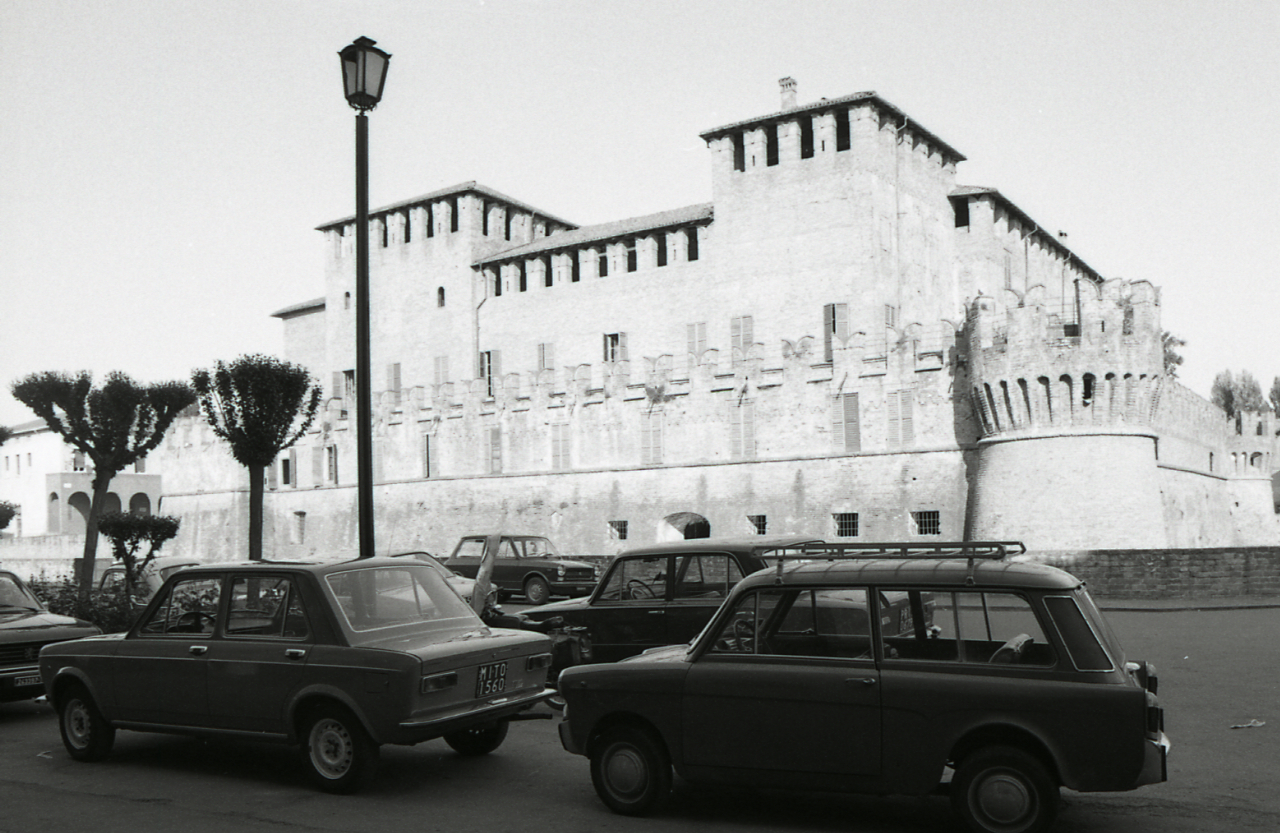
Die Burg im Jahre 1976

Um 1830 ließ Graf Luigi Sanvitale einige Baukörper abreißen, die früher auf der Südwestseite angebaut worden waren, um so auf der Terrasse einen hängenden Garten anzulegen, der der Göttin Flora gewidmet war.
1878 wurde die Burg restauriert, wobei man einige der mittelalterlichen Elemente, die über die Jahrhunderte verlorengegangen waren, wieder anbrachte. Die Arbeiten betrafen insbesondere den Innenhof, wo die Loggias umgebaut und einige Fenster im klassizistischen Stil eingesetzt wurden.
Gegen Ende des 19. Jahrhunderts ließ der letzte Graf, Giovanni Sanvitale, den Südturm in eine Camera obscura umbauen. 1948 verkaufte er die Burg an die Gemeinde Fontanellato, die später Restaurierungsarbeiten einleitete, um sie in den Sitz der Gemeindeverwaltung umzubauen und einige Räume öffentlich zugänglich zu machen.
1999 wurden weitere 11 restaurierte Räume im Erdgeschoss öffentlich zugänglich gemacht, nachdem man die Gemeindebüros und die dort untergebrachten Archive verlegt hatte.

## Beschreibung

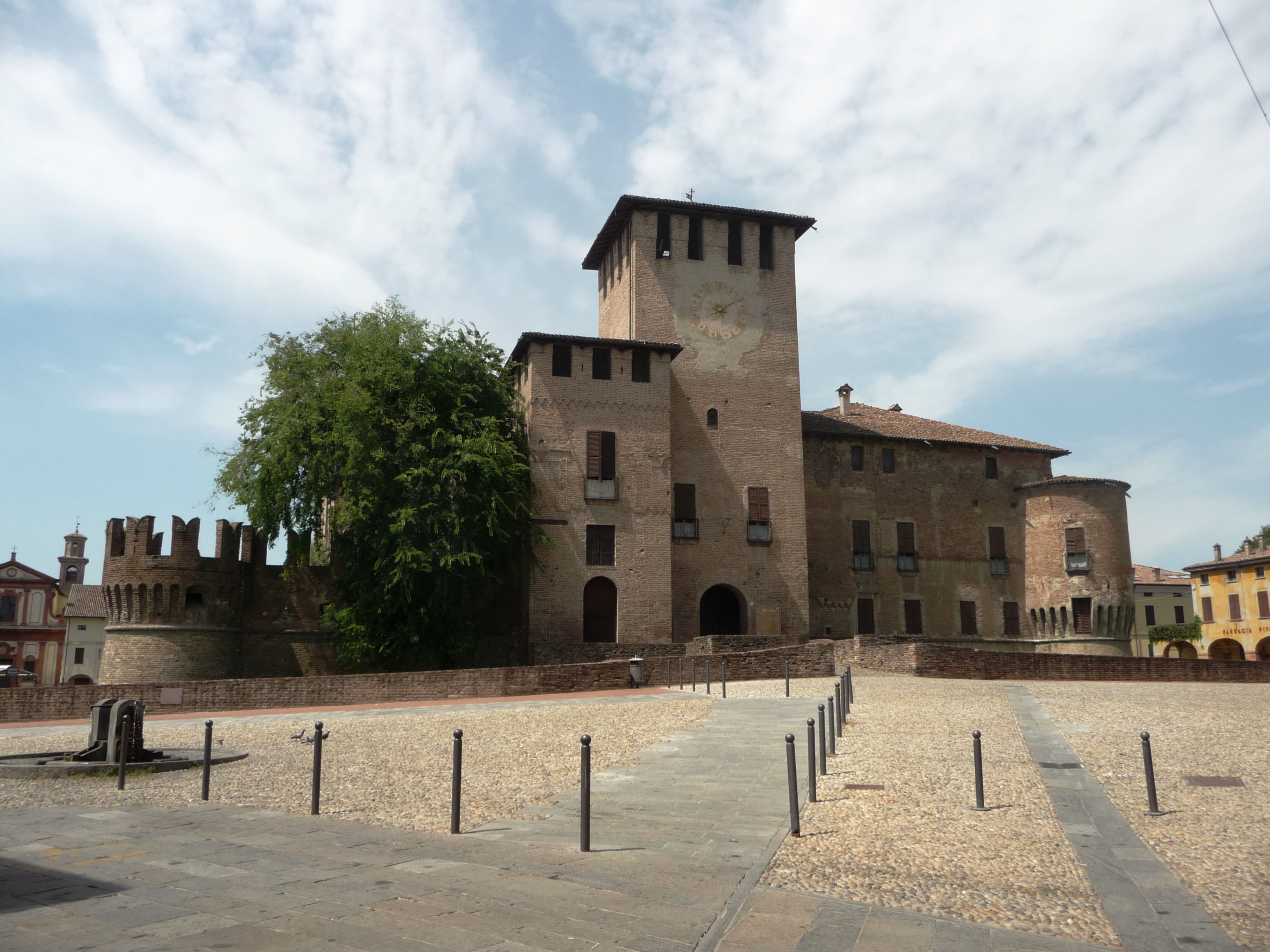
Eingangsfassade

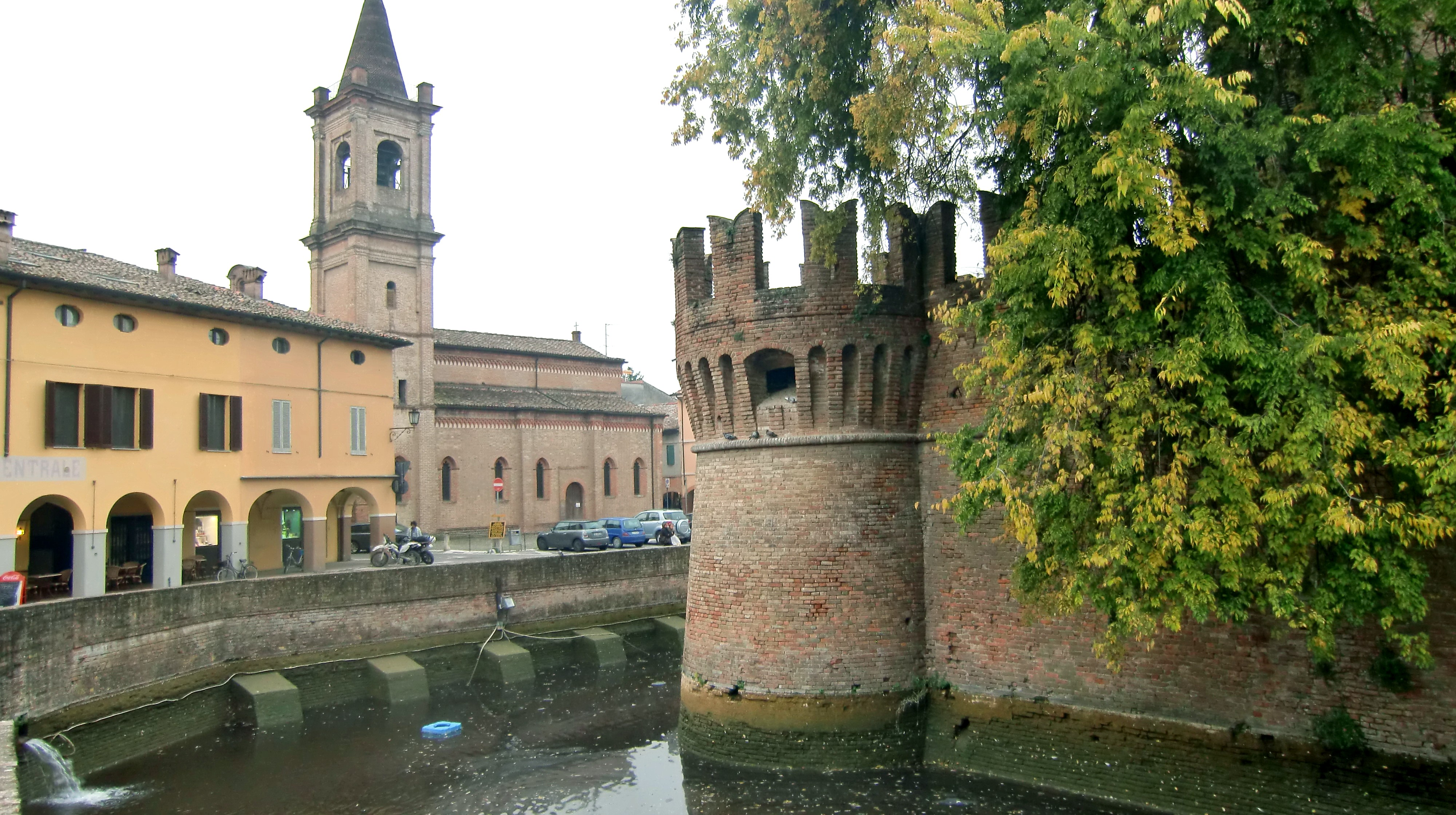
Südturm

Die Burg, die vollständig von einem Graben umgeben ist, der durch eine Karstquelle mit Wasser versorgt wird, hat einen quadratischen Grundriss, vier Türme, von denen drei zylindrisch sind, und ist um einen Innenhof herum angeordnet.

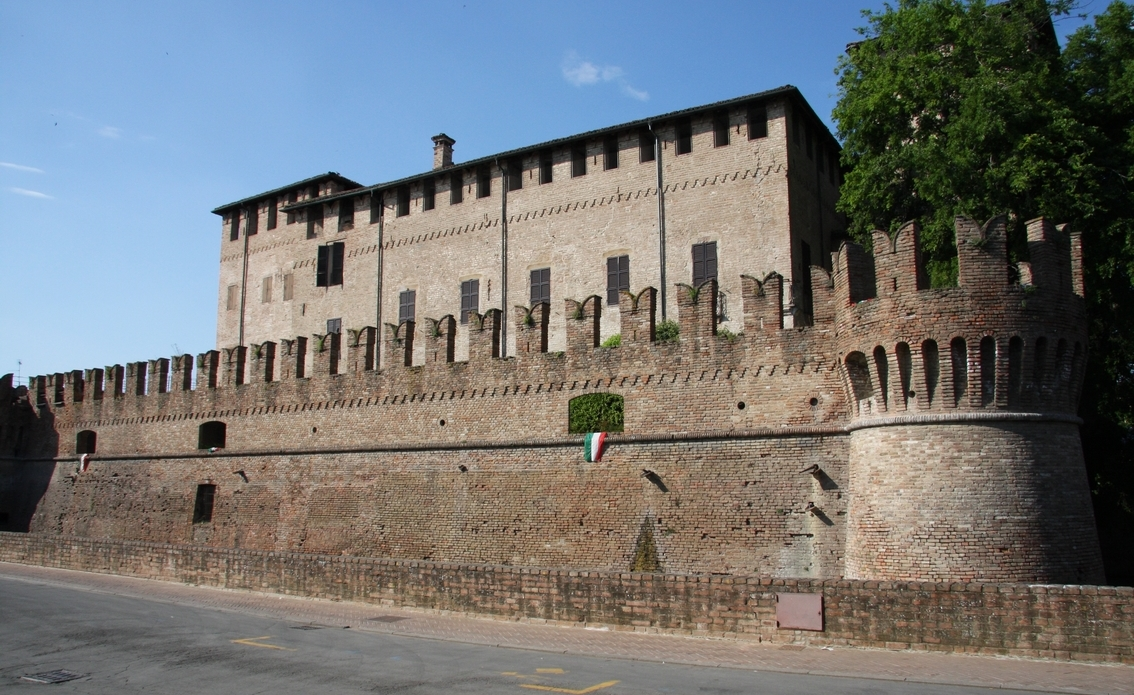
Südwestseite

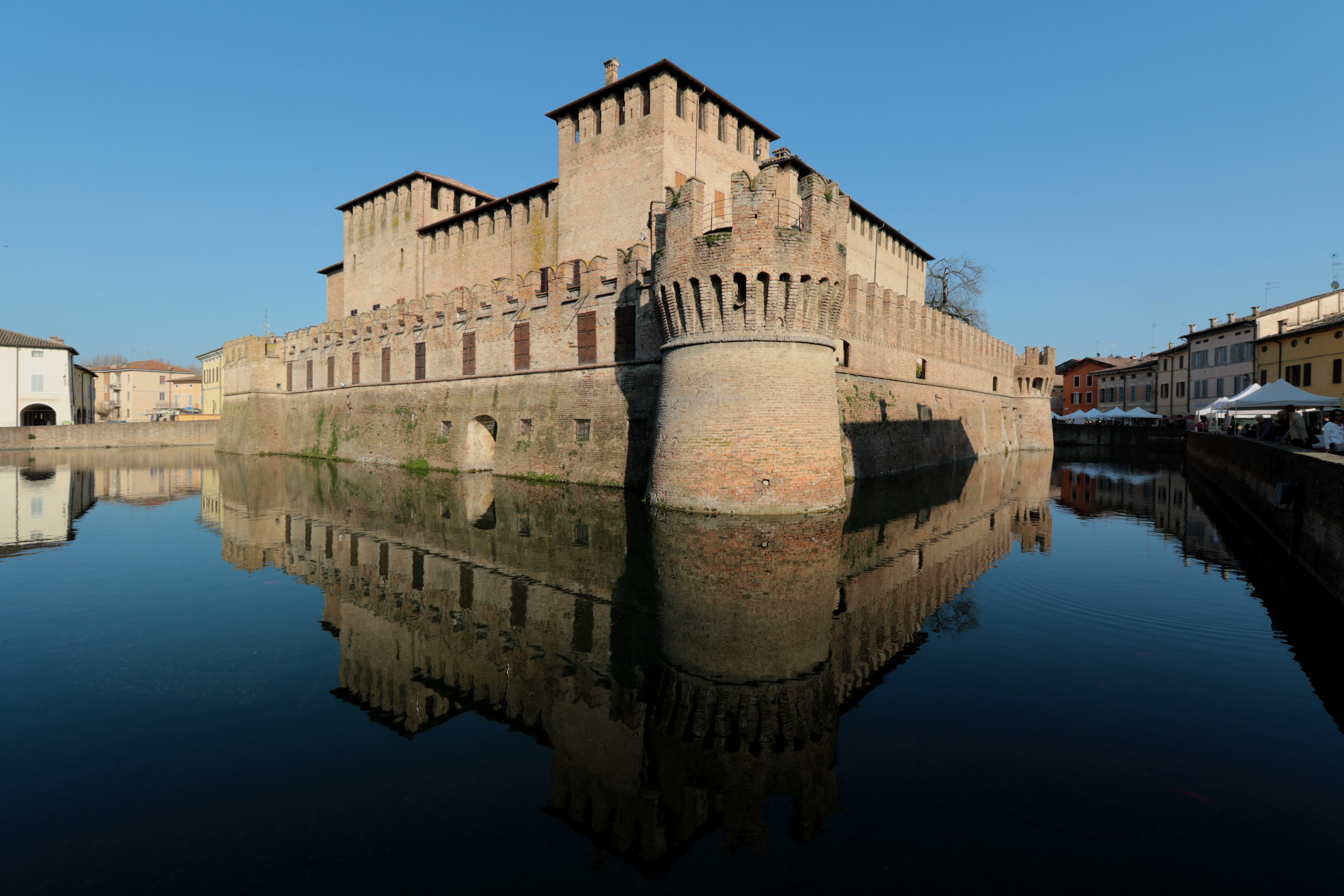
Westecke

Vor der Hauptfassade, die wie der Rest des Gebäudes, vollständig aus Mauerziegeln besteht, liegt die Zugangsbrücke aus dem 17. Jahrhundert, die ebenfalls aus Mauerziegeln besteht und zum hohen Turm in der Mitte führt. Über dem breiten Eingangsportal mit Rundbogen liegen symmetrisch angeordnet zwei Fenstertüren mit kleinen Balkonen und Geländern aus Schmiedeeisen. Ganz oben ist eine große Uhr aus dem 17. Jahrhundert angebracht, die außen und innen Zifferblätter besitzt hat und 1997 restauriert wurde. Der einzige, vergoldete Zeiger, der in der Mitte mit einer Abbildung der Sonne bereichert wurde, ist mit drei Glocken verbunden, die den Lauf der Zeit nach einem komplexen Schema markieren. Das äußere Zifferblatt zeigt die zwölf Stunden mit römischen Ziffern an, die halben Stunden mit Pfeilen und die Viertelstunden mit Strichen. Als Krönung erheben sich am Umfang des Turms und an dem der gesamten Burg ghibellinische Zinnen, teilweise mit Dächern.
Auf der linken Seite des Eingangsturms erhebt sich ein zweiter, vorspringender, kleinerer Turm, der ursprünglich als Bergfried und Eingang zur Burg diente. Das Ziegelmauerwerk zeigt noch auf halber Höhe die Zeichen der verblendeten Schwalbenschwanzzinnen und der verschlossenen Bolzen für die Zugbrücke, die durch das Rundbogenportal in der Mitte mit dem primitiven Eingangsatrium verbunden waren, das später in die Kapelle „San Carlo“ umgewandelt wurde.

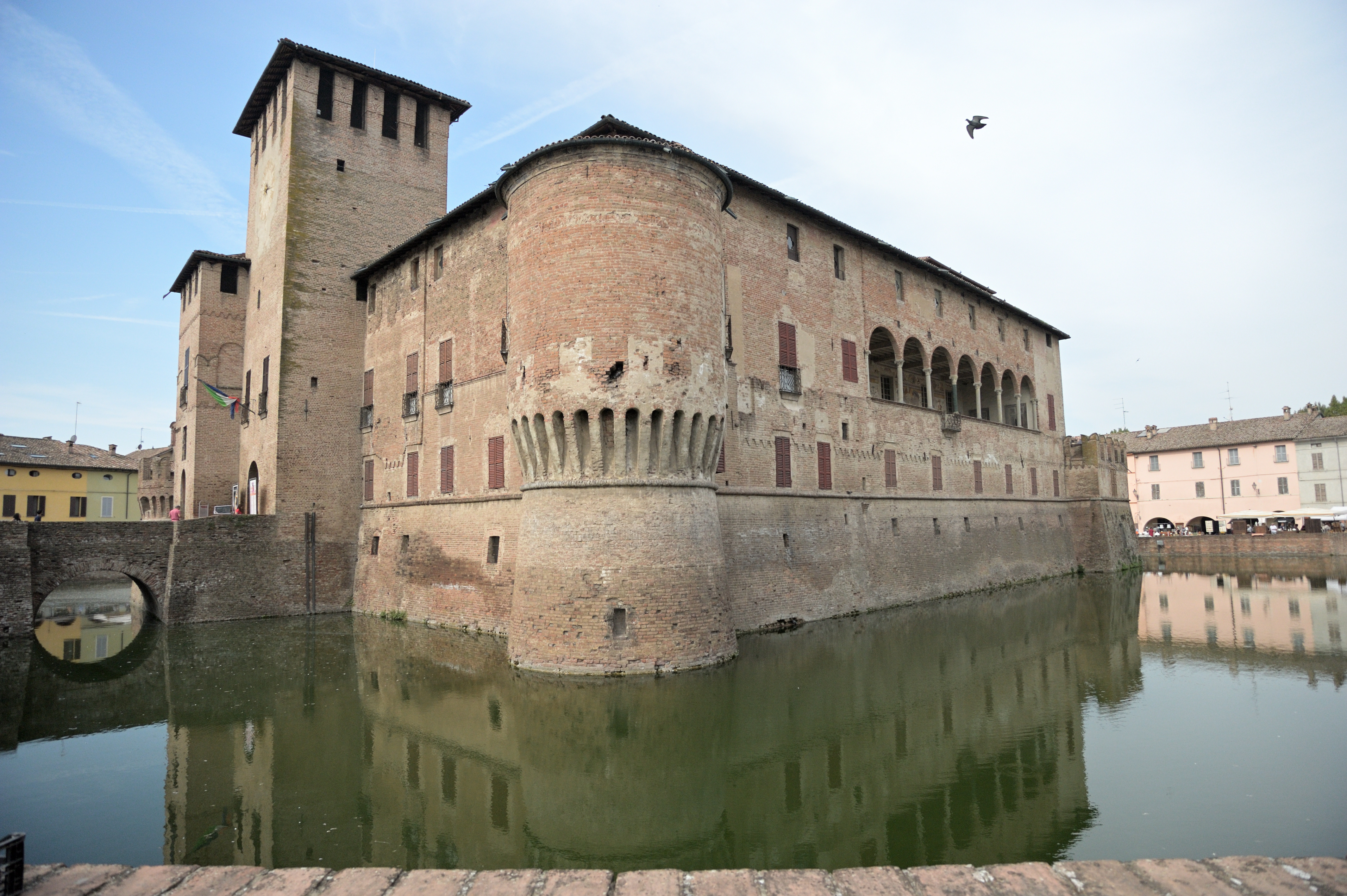
Ostecke

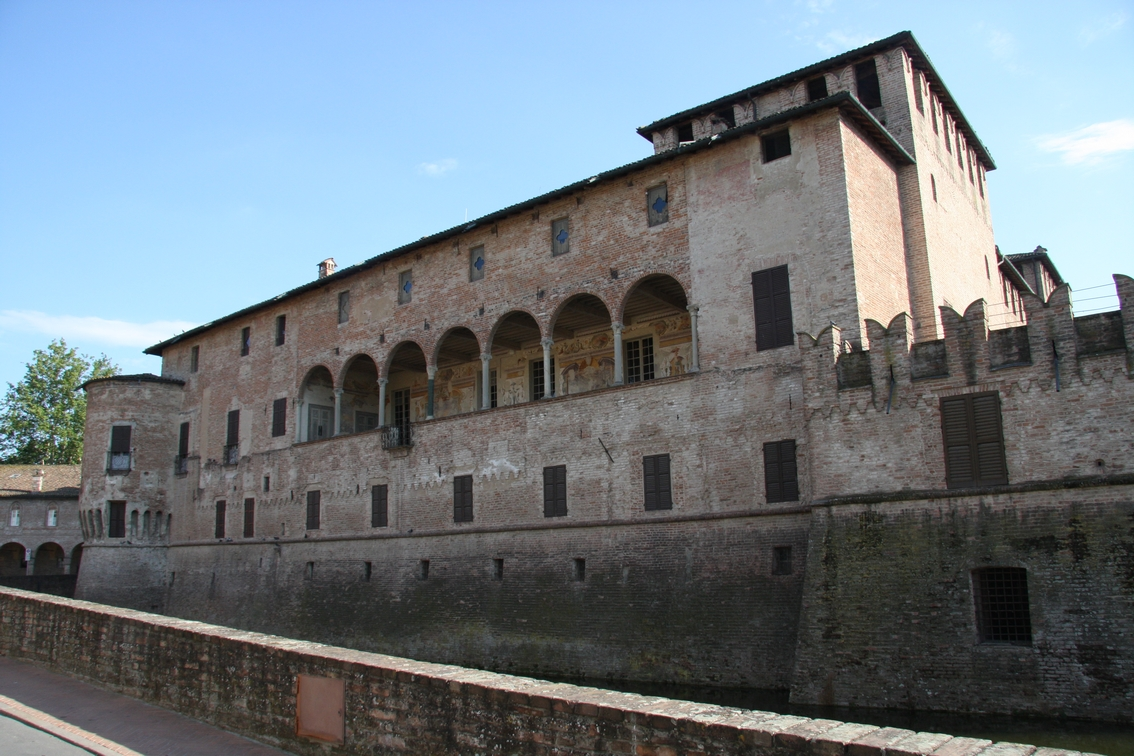
Nordostseite mit Loggia

An der Südecke erhebt sich ein kleiner, zylindrischer Turm mit Konsolen und Abläufen, direkt anschließend an den hängenden Garten. Das kleine, terrassierte Gebäude, das ursprünglich als Gefängnis auf verschiedenen Ebenen diente, beherbergt seit dem Ende des 19. Jahrhunderts die Camera obscura des Grafen Giovanni Sanvitale. Daneben liegt hinter der zinnenbewehrten Kurtine der hängende Garten aus dem 19. Jahrhundert, der nach außen durch einige Korbbogenarkaden begrenzt ist, die aus dem Mauerwerk geschnitten wurden. An der Westecke erhebt sich ein zweiter zylindrischer Turm, der dem ersten gleicht.
Rechts neben dem Eingangsturm erhebt sich der Nordostflügel der Burg über drei Stockwerke; er gipfelt an der Ostecke mit einem zweistöckigen, zylindrischen Turm, der mit Fenstertüren mit kleinen Balkonen bereichert ist, die im 18. Jahrhundert angebracht worden sind.

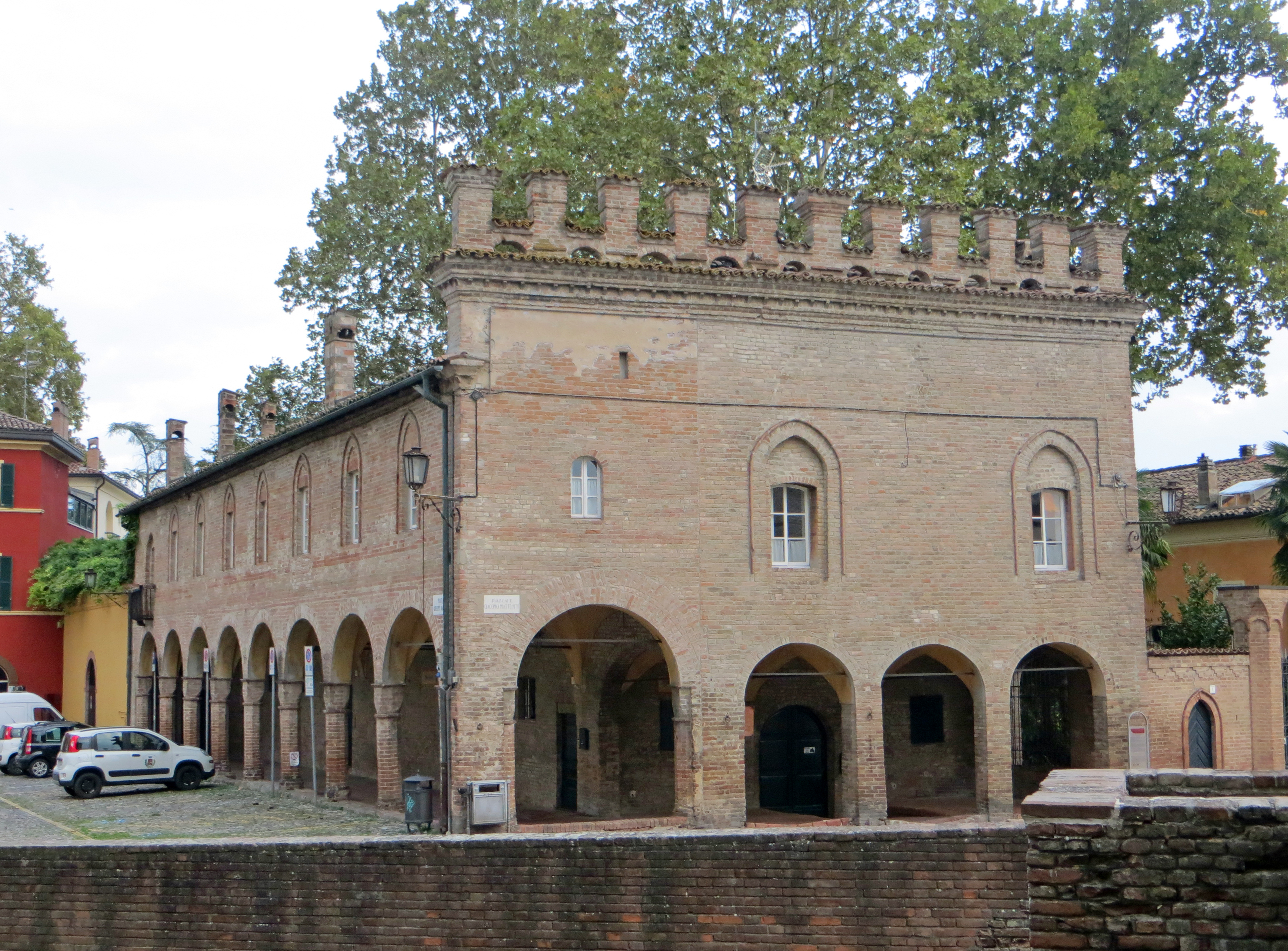
Die Stallungen der Sanvitales

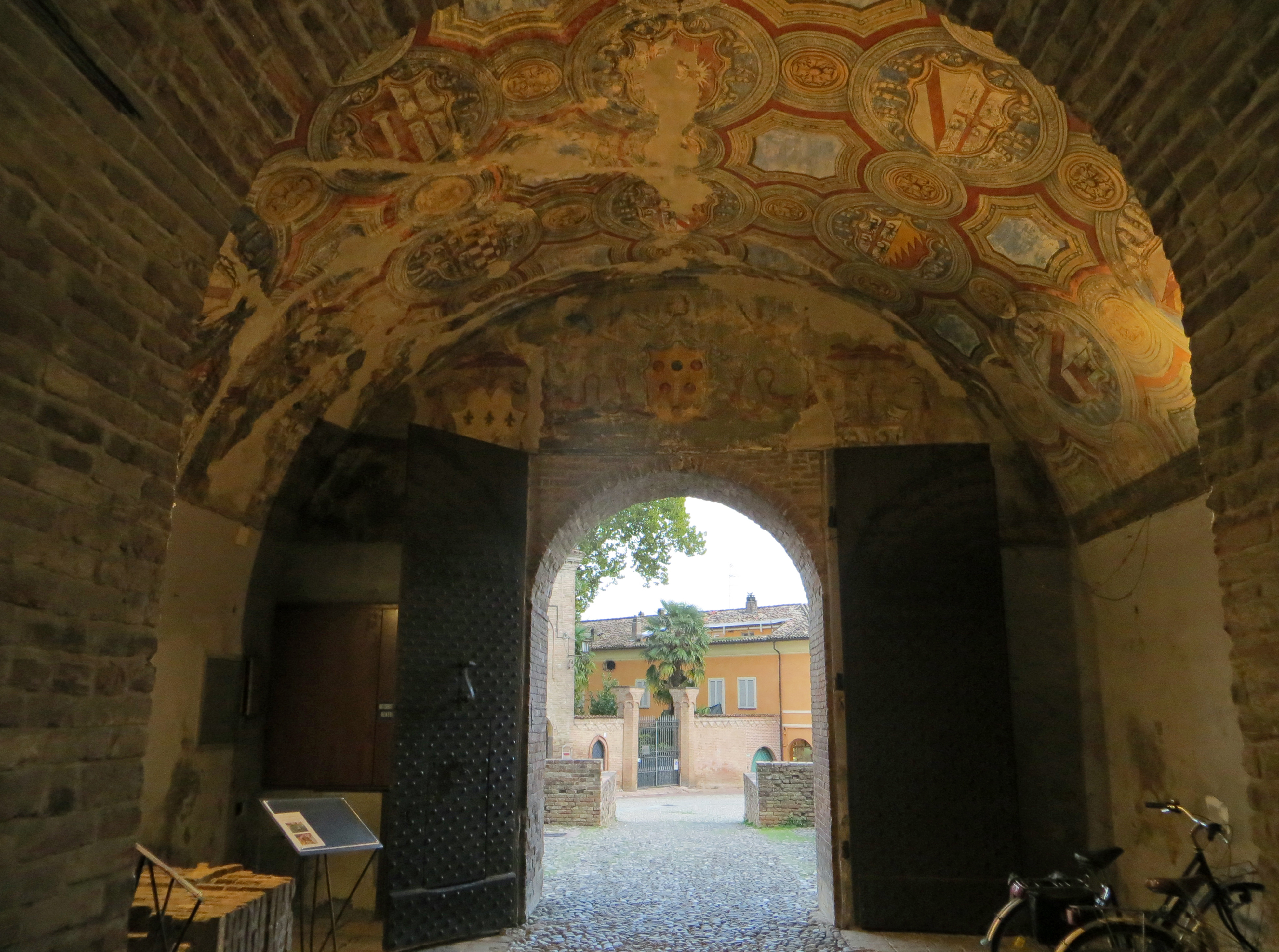
Eingangshalle

Im ersten Obergeschoss der Nordostflanke gibt es eine Loggia mit Rundbogenarkaden, die auf kleinen Säulen aus Stein und Marmor mit Kapitellen stehen. Die Innenwände sind mit Fresken aus der Renaissance dekoriert. An der Nordecke erhebt sich ein einstöckiger Turm mit rechteckigem Grundriss, gekrönt von einer Terrasse, die sich hinter den Zinnen verbirgt, die entlang der gesamten Nordostflanke weiterlaufen.
Vor dem Eingang zur Burg erheben sich die gotischen Stallungen der Sanvitales, die im 15. Jahrhundert aus Verteidigungsgründen gebaut und später in die Ställe der Burg umgewandelt wurden, um die Stallungen zu ersetzen, die bis dahin im Untergeschoss der Burg lagen.
Die Eingangshalle hat eine Tonnengewölbedecke, die mit Fresken vom Beginn des 16. Jahrhunderts verziert ist; damals wurde der Eingang vom ursprünglichen Bergfried hierher verlegt. Die Dekore, die 1840 wiederentdeckt und teilweise neu gemalt wurden, zeigen eine Reihe von Wappen von mit den Sanvitales verwandten Familien.

### Innenhof

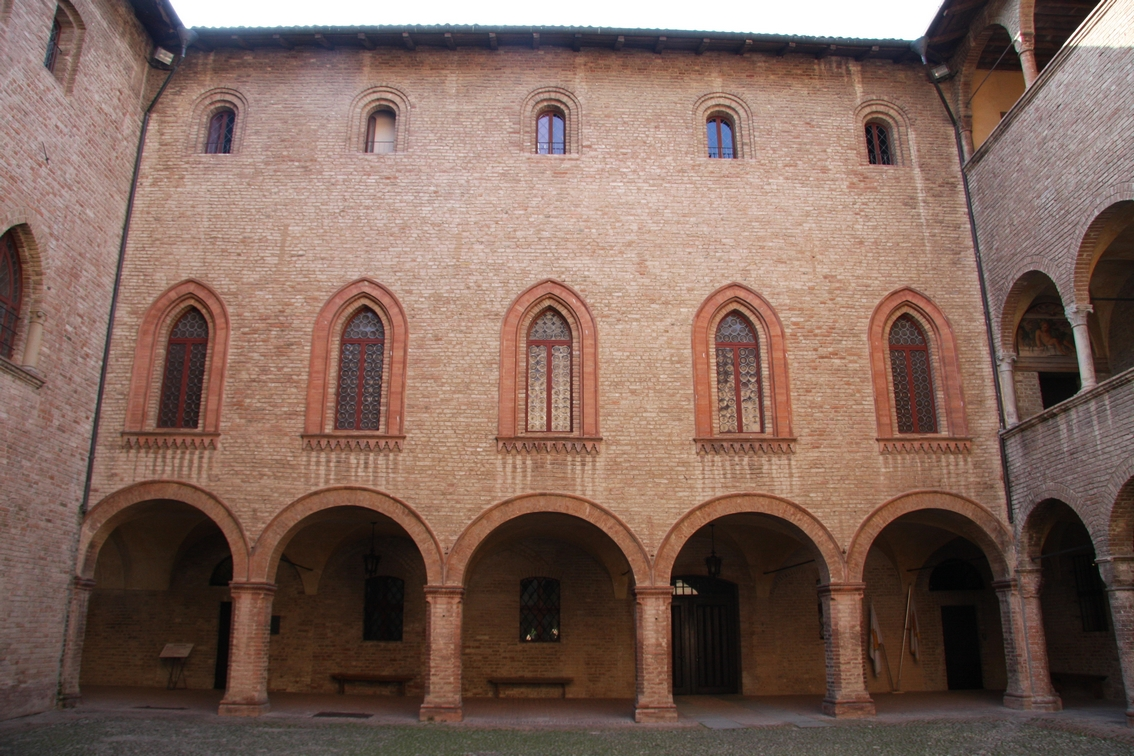
Nordwestseite des Innenhofes

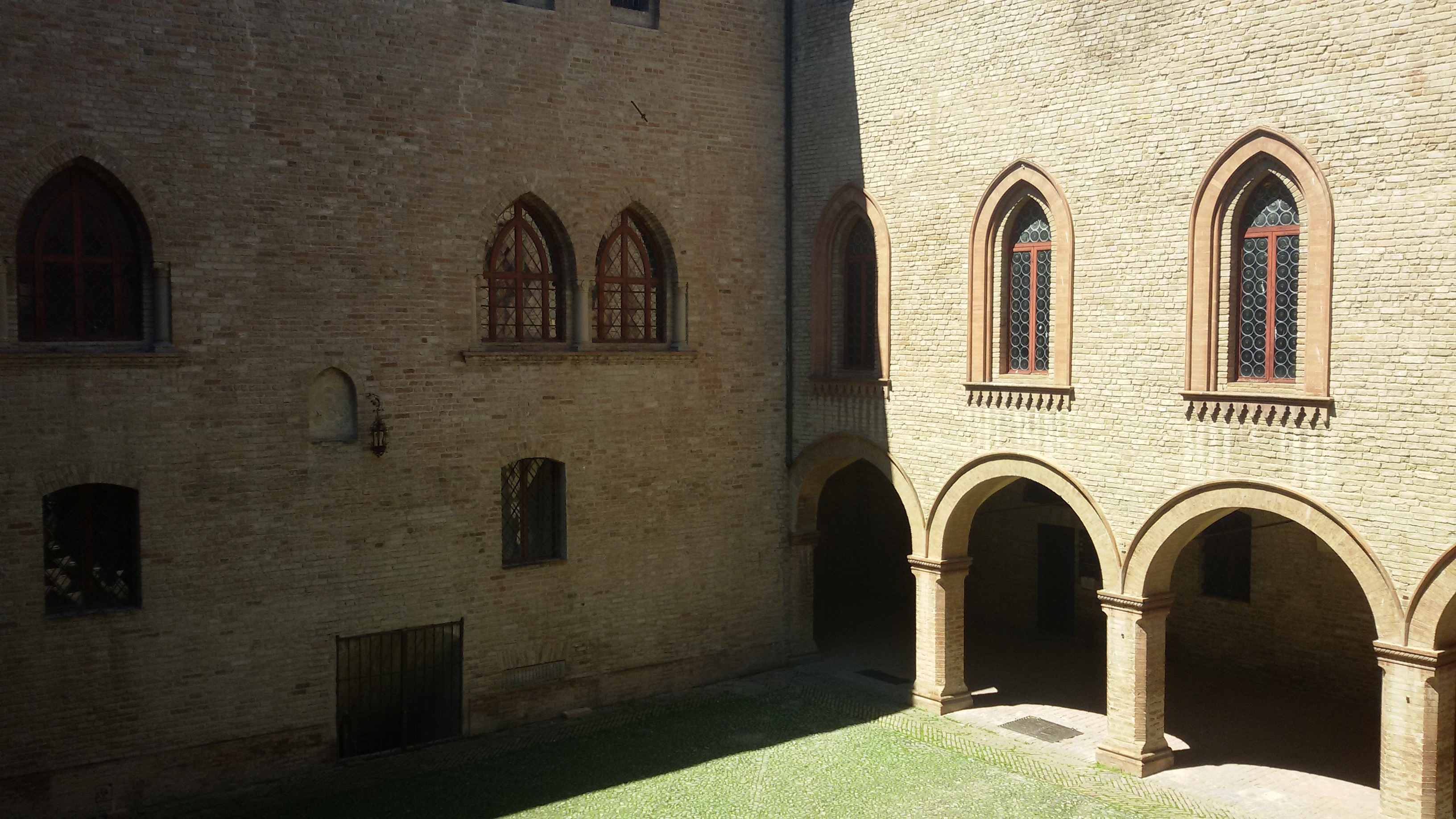
Westecke des Innenhofes

Der Innenhof, dessen Mauern ganz aus Ziegeln bestehen, hat auf der Nordostseite eine Vorhalle aus dem 15. Jahrhundert mit Rundbogenarkaden, die durch eine Kolonnade, ebenfalls aus Ziegeln, mit gekerbten Würfelkapitellen gestützt werden. Das erste Obergeschoss besitzt eine elegante Loggia mit Bögen, die von dünnen Steinsäulen mit korinthischen Kapitellen getragen werden. Auch das zweite Obergeschoss hat eine Loggia mit Rundbögen, die auf gemauerten Säulen mit gekerbten Würfelkapitellen ruhen.
Die Vorhalle mit Kreuzgewölbe setzt sich auch auf der Nordwestseite fort, und zwar mit Korbbögen, die durch massige, gemauerte Pfeiler mit dünnen Kapitellen in Terrakotta gestützt werden. Das erste Obergeschoss zeigt eine Reihe von Spitzbogenfenstern, begrenzt mit breiten Rahmen aus Terrakotta in neugotischem Stil, wogegen sich im zweiten Obergeschoss kleinere Rundbogenfenster befinden.
Die anderen Seiten haben keine Vorhallen, aber im ersten Obergeschoss ebenfalls breite Zwillingsfenster mit Spitzbögen, flankiert von kleinen Steinsäulen mit Kapitellen, die beim Umbau im 19. Jahrhundert in neugotischem Stil geschaffen wurden.

### Loggia

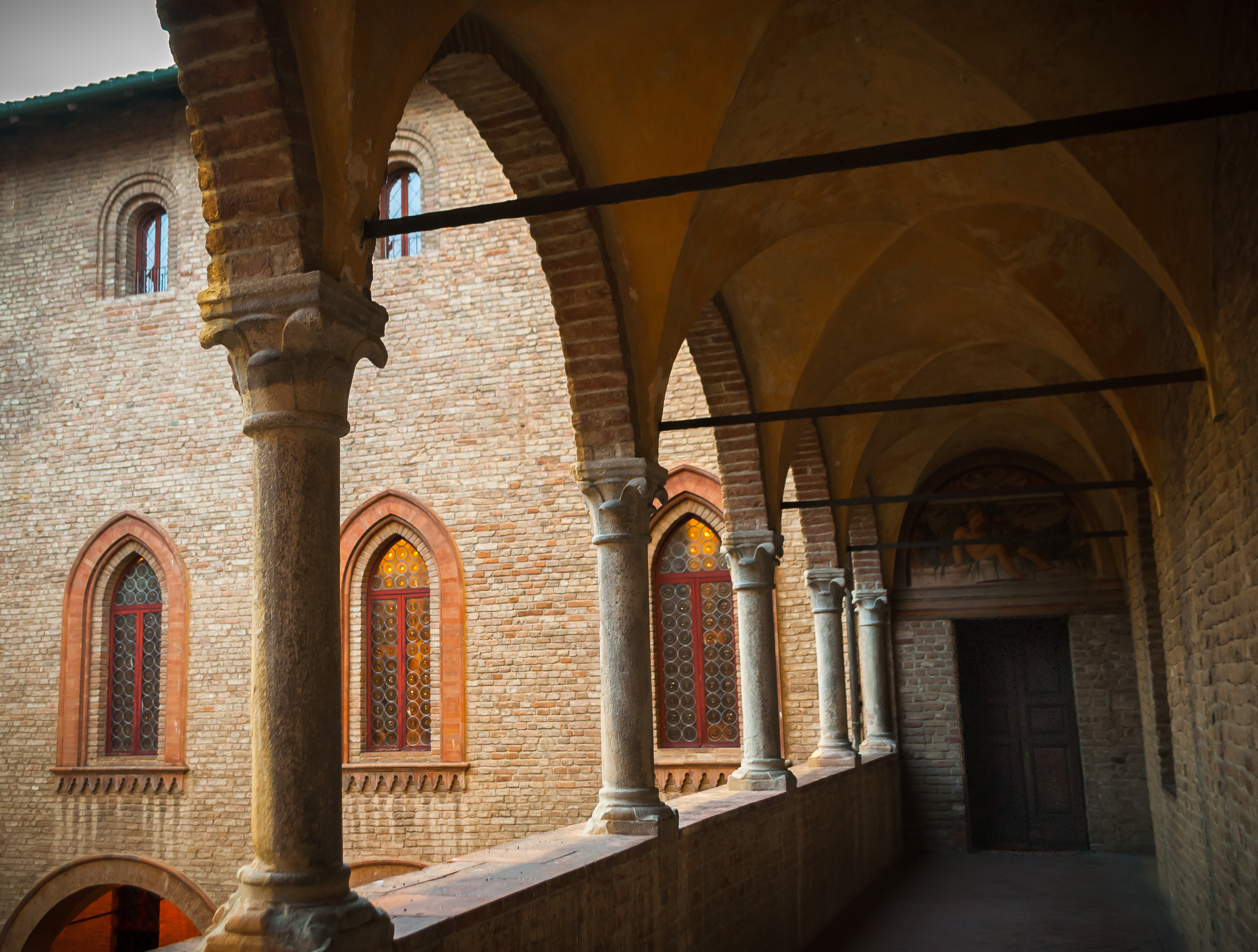
Loggia im ersten Obergeschoss

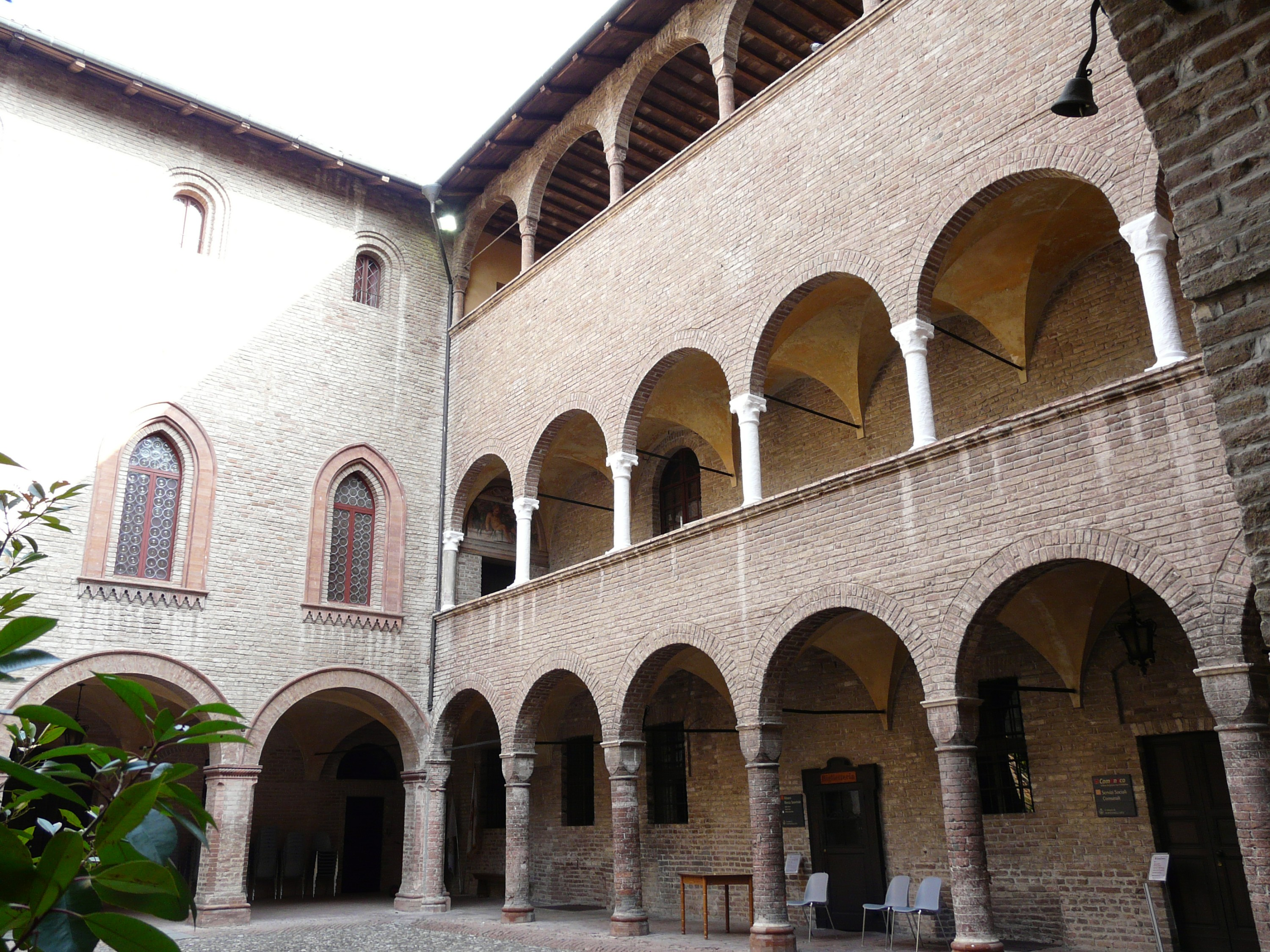
Nordostseite des Innenhofes

Die Treppe aus dem 15. Jahrhundert auf der Seite der Eingangshalle, die eine Tonnengewölbedecke besitzt, führt zur Loggia im ersten Obergeschoss, die durch eine Reihe von Kreuzgewölben an der Decke gekennzeichnet ist.
Die beiden Lünetten an den Türen auf den Schmalseiten sind mit Zwillingsfresken dekoriert, auf denen ein Putto con festone (dt.: Putto mit Girlande) abgebildet ist und die von Felice Boselli gegen Ende des 17. Jahrhunderts in dem Theater geschaffen wurden, das 1678 auf Initiative von Graf Alessandro III. Sanvitale anschließend an die Stallungen geschaffen und dann um 1800 im Auftrag von Jacopo Sanvitale wieder abgerissen wurde. Die beiden Gemälde wurden dann abgelöst und an ihren heutigen Standort verbracht.

### Säle im ersten Obergeschoss

#### Waffensaal
Die Loggia im ersten Obergeschoss führt direkt zum großen Waffensaal mit lünettierter Rechteckgewölbedecke, die vollständig mit Fresken aus dem Ende des 16. Jahrhunderts bedeckt ist. Die Dekore, die 1861 teilweise von Giovanni Gaibazzi und Giuseppe Bossi nachgemalt wurden, werden einem unbekannten Maler aus der Emilia im 16. Jahrhundert zugeschrieben.
Die Fresken zeigen in der Mitte ein großes Wappen der französischen Bourbonen, umgeben von verschiedenen pflanzlichen Verflechtungen. Weitere Ovale an den Seiten enthalten Bilder der „Mäßigkeit mit Spiegel“ und des „Ruhmes mit den Wappen der Sanvitales, der Meli Lupis und der Gonzagas“. Die 22 Lünetten sind mit klassischen, mythologischen Darstellungen dekoriert, wie „Merkur mit der Fackel und dem geflügelten Helm“, „Halbnackte Venus mit verbundenen Augen“, „Mars“, „Bacchus“, „Neptun“, „Diana“, „Ceres mit Ohren“, „Vulkan mit Amboss und Hammer“, „Juno“, „Jupiter“, „Europa mit dem Stier“, „Minerva“, „Apollon mit der Leier“, die vier „Jahreszeiten“, eine „Bacchantin“, eine „Nymphe mit Triton“, ein „Mädchen mit Fackel“, ein „König mit Szepter“ und eine „weibliche Figur mit Theatermaske“. Darunter verläuft entlang dem gesamten Umfang ein Epigraph in lateinischer Sprache als Flehen an die Götter des Olymp, der den Schutz unterstreicht, den die „Sanvitales“ durch den König von Frankreich erhielten.
Der offene Steinkamin aus der Renaissance ist an seiner Kappe mit einem großen Relief dekoriert, das die Wappen der Sanvitales und der Grafen von Somaglia zeigt, das nach der Heirat von Luigi Sanvitale und Corona Somaglia Stopazzola gegen Ende des 16. Jahrhunderts dort angebracht wurde.
In dem Raum sind eine Reihe von Waffen untergebracht, die aus dem 17., dem 18. und dem 19. Jahrhundert stammen. Hier finden sich verschiedene Dolche, Schwerter, Speere, Armbrüste und Pistolen und darüber hinaus Schilde, Fahnen und zahlreiche Spazierstöcke.
Das Mobiliar besteht aus zwei wertvollen Truhen aus dem 16. Jahrhundert, die durch Wappen der Sanvitales, bereichert sind, einigen zeitgenössischen Holzschatullen, Kleiderschränken, Tischen und Sesseln aus dem 17. Jahrhundert, die schließlich auf einer Seite des Raumes platziert wurden.

#### Loggia

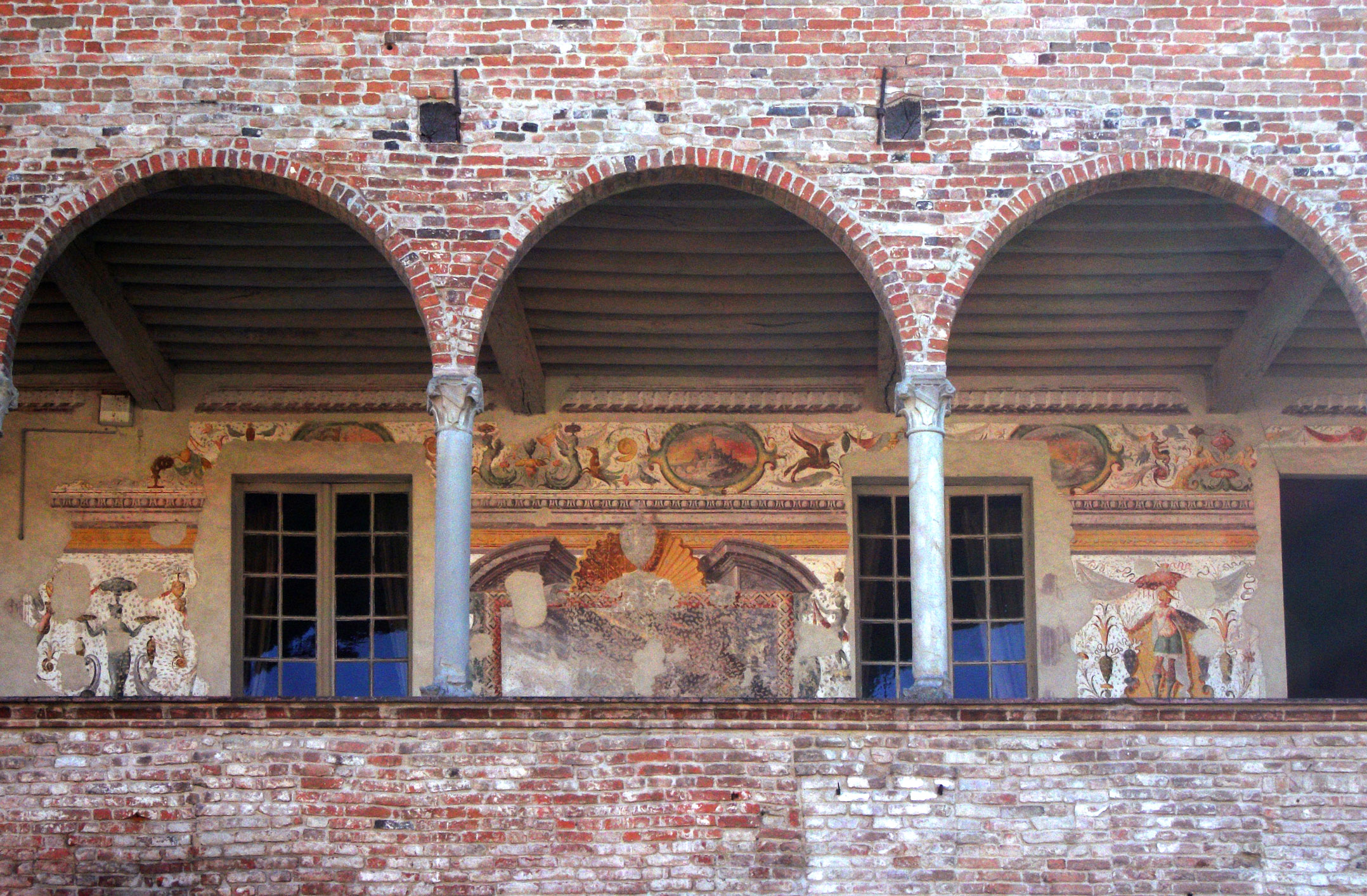
Loggia

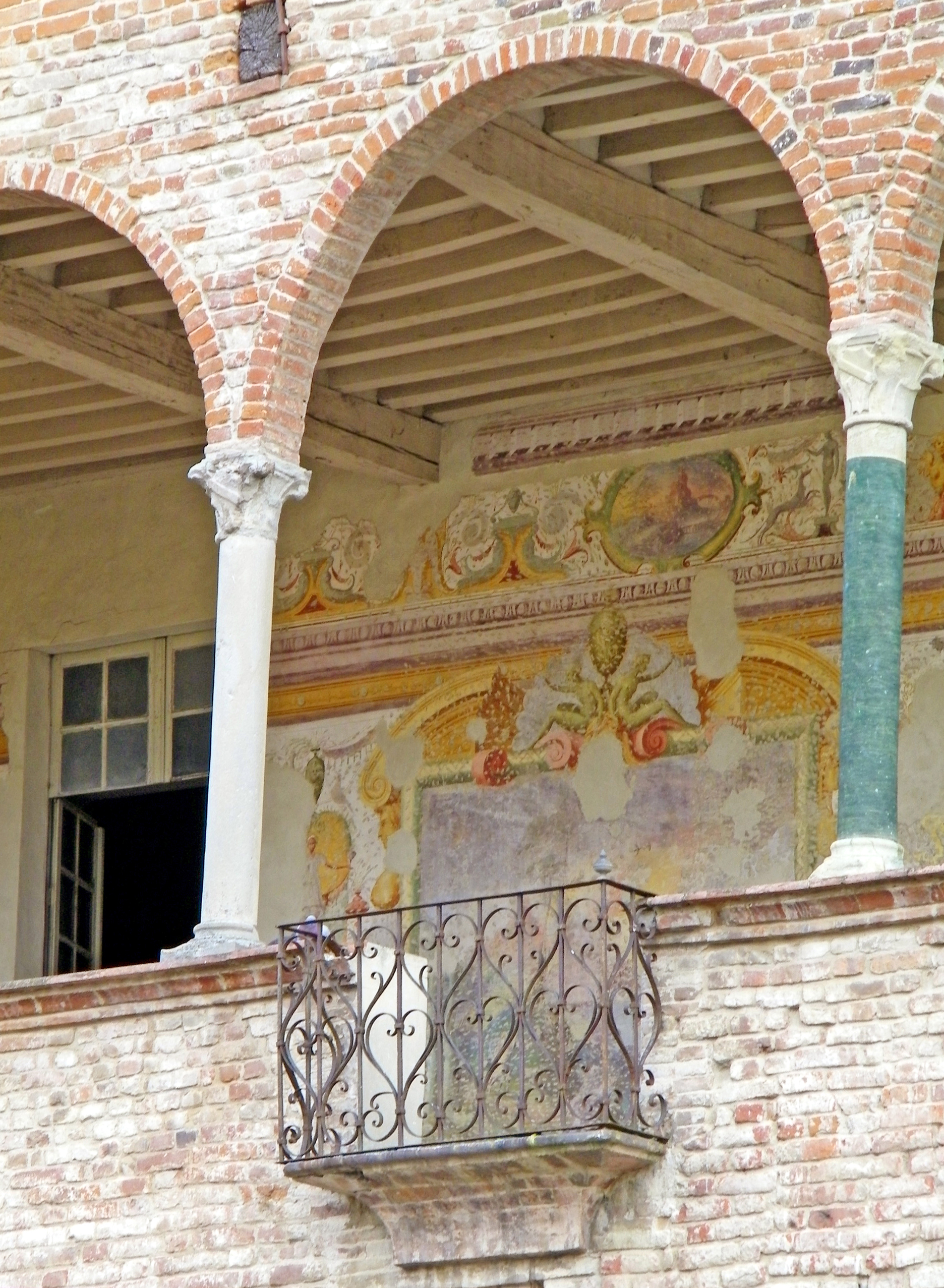
Kleiner Balkon in der Mitte der Loggia

Der Waffensaal grenzt an die Loggia auf der Nordostseite des Innenhofes, von der zwei Wände mit Fresken dekoriert sind, auf denen einige Landschaften und Groteskenmotive abgebildet sind, die um 1590 von Cesare Baglioni geschaffen wurden. Die dritte Seite ist mit einem monochromen Fries verziert, der vom Anfang des 16. Jahrhunderts stammt.
Die Gemälde, die heute teilweise beschädigt sind, wurden beim Umbau der Burg Ende des 19. Jahrhunderts verdeckt, als der Raum in einen Aufenthaltsraum im Freien umgebaut wurde, und wurden Ende des 20. Jahrhunderts wiederentdeckt.

#### Speisesaal
Der zweite Raum, der an die Loggia grenzt, hat ebenfalls eine lünettierte Rechteckgewölbedecke, die mit Fresken aus dem 19. Jahrhundert dekoriert wurde. Die Gemälde an den Lünetten zeigen zahlreiche Wappen der Sanvitales und der mit ihnen verbundenen Familien.
Der große, offene Kamin aus der Renaissance, der zwischen den beiden Fenstern platziert ist, ist mit einem geschnitzten Fries verziert, der zwischen Triglyphen eine Reihe von menschlichen Gesichtern zeigt und – ganz außen – zwei Löwenköpfe. Die Kaminkappe dagegen ist mit einem Fresko geschmückt, auf dem der Stammbaum der Sanvitales abgebildet ist, in dem die Schrift „Virtus ubique refulgit“ (dt.: Tugend leuchtet überall) heraussticht.
Das Mobiliar besteht aus drei großen Beistelltischen und einem Tisch aus dem 17. Jahrhundert, auf denen eine Sammlung von Keramiken ausgestellt ist, die größtenteils mit dem Wappen der Grafen Sanvitale dekoriert sind. Die Stücke, die in Parma, im Piemont, in der Lombardei, in England oder in Deutschland gefertigt wurden, stammen vorwiegend aus dem 18. Jahrhundert. Gezeigt werden auch zwei pharmazeutische Vasen, die aus der Antica Spezeria di San Giovanni in Parma stammen.
An den Wänden hängen schließlich zwei große Ölgemälde, auf denen Stillleben, gemalt von Felice Boselli um 1690, abgebildet sind.

#### Billardsaal
Der dritte Raum, der an die Loggia angrenzt, hat eine Holzbalkendecke aus dem 15. Jahrhundert, verziert mit den Wappen zahlreicher Familien, die in der Rocca Sanvitale zu Gast waren.
Eine Wand ist durch einen offenen Kamin aus rotem Marmor aus Verona mit einfachen Linien bereichert.
Das Mobiliar besteht aus einem großen Billardtisch aus dem 19. Jahrhundert in der Mitte, zeitgenössischen Diwanen und einem kleinen Tisch aus mehrfarbigem Stuckmarmor, der aus den ersten Jahren des 18. Jahrhunderts stammt.
An den Wänden hängen schließlich drei große Ölgemälde, von den auf zweien Stillleben abgebildet sind (geschaffen von Felice Boselli um 1690) und auf einem eine Schlacht (geschaffen von Ilario Spolverini in derselben Zeit).

#### Saal der Erinnerungsstücke an Herzogin Marie-Louise
Neben dem Billardsaal liegt ein kleiner Saal, der der Herzogin von Parma, Marie-Louise gewidmet ist und in dem zahlreiche Erinnerungsstücke aufbewahrt werden, die mit der Souveränin verbunden sind und von ihrer Tochter, Albertine von Montenuovo, der Gattin des Grafen Luigi Sanvitale, gesammelt wurden.
In den Vitrinen kann man Gipsabdrücke von Gesicht und der Hand der Herzogin und ihres morganatischen Gatten, Adam Albert von Neipperg, dem Vater von Albertina, sehen. Darüber hinaus ist dort eine Skulptur mit dem Titel „Mano di Maria Luigia con fiore al polso“ (dt.: Hand der Marie-Louise mit Blume am Handgelenk) aufgestellt, die von Antonio Canova 1820 geschaffen wurde.
Unter den weiteren persönlichen Objekten der Herzogin finden sich einige Reitermützen, ein Sonnenschirm und ein Paar goldbestickte Samtschuhe. Darüber hinaus ist eine Sammlung von Muranoglas und Böhmischem Glas ausgestellt, die aus dem 16., dem 17., dem 18. und dem 19. Jahrhundert stammt.
Den Saal bereichern ein offener Kamin aus dem 18. Jahrhundert und zwei zeitgenössische Tische, sowie zahlreiche Gemälde an den Wänden, darunter Porträts von Albertina di Montenuovo, von Wilhelm Albrecht von Montenuovo, seinem Bruder, des Königs von Rom, Napoleon II. von Frankreich, seinem Stiefsohn, und des Grafen Stefano Sanvitale, dem Großvater ihres Gatten. Ausgestellt sind auch Zeichnungen des Jagdhornlehrers Giovanni Puzzi, geschaffen von Paolo Toschi, des Grafen Jacopo Sanvitale, geschaffen von Alberto Ziveri, und des Grafen Stefano Sanvitale, graviert von Antonio Dalcò.

#### Saal der orientalischen Kostüme
Aus dem Billardsaal gelangt man in den kleinen Saal der orientalischen Kostüme, wo unter anderem einige Gemälde aus dem späten 18. Jahrhundert ausgestellt sind, auf denen „orientalische Kostüme“ und „Die heilige Familie“ dargestellt sind, gemalt 1861 von Giovanni Gaibazzi.

#### Empfangssaal
An den Saal der orientalischen Kostüme schließt der elegante Empfangssaal an, der eine wertvolle Holzbalkendecke hat, die Ende des 17. Jahrhunderts bemalt wurde. Etwas weiter unten verläuft ein hoher Freskenfries, der 1687 von Felice Boselli geschaffen wurde, entlang des Umfangs des Raumes. Dort sind in Ovalen eine Reihe von Blumen und Landschaften, flankiert von den Greifen des Sanvitales.
Das Mobiliar besteht aus steinernen Tischen aus dem 18. Jahrhundert, Diwanen und Sesseln im Louis-seize-Stil, einem Cembalo, auf deren Deckelinnenseite eine „Flusslandschaft“ gemalt ist, und eine seltene, historisierte Schatulle aus dem 17. Jahrhundert.
An den Wänden hängen neben vergoldeten Barockspiegeln verschiedene Gemälde, darunter die Porträts von Federico Sanvitale, das Felice Boselli zugeschrieben wird, von Dorothea Sophie von der Pfalz, das Giovanni Maria delle Piane (genannt „Il Molinaretto“) zugeschrieben werden kann, von Gianfrancesco Gonzaga di Sabbioneta, kopiert von einem Original von Francesco Bonsignori, sowie von einer Prinzessin Gonzaga, geschaffen von einem unbekannten Künstler. Ebenfalls ausgestellt sind ein Ölgemälde, das eine Ansicht der Rocca di Fontanellato zeigt, gemalt in der zweiten Hälfte des 19. Jahrhunderts von Giuseppe Alinovi.

#### Geburtszimmer
Durch den Empfangssaal kommt man in das Geburtszimmer, das eine wertvolle, hölzerne Kassettendecke aus dem 17. Jahrhundert besitzt, die aus dem benachbarten Santuario della Beata Vergine del Santo Rosario stammt.
Der monumentale, offene Kamin aus dem 16. Jahrhundert ist vollständig, mit Karyatiden, Friesen und dem Wappen der Sanvitales in der Mitte gemeißelt.
Das bedeutende Mobiliar besteht aus einem Bett aus dem 17. Jahrhundert, das mit reichen Intarsien versehen ist, die florale Motive, Putten und Wappen zeigen, einem zeitgenössischen Kleiderschrank mit geschnitztem Dachschmuck, einem Schreibtisch mit Sessel aus derselben Epoche, einer Kommode mit Intarsien aus dem 19. Jahrhundert, die Giovan Battista Galli zugeschrieben wird, und einigen Stühlen im Stil der Neurenaissance aus dem 19. Jahrhundert.
An den Wänden hängen zahlreiche Gemälde, darunter die Porträts aus dem 17. Jahrhundert der Gräfin Barbara Sanseverino, der Markgräfin Marta Tana und des Abtes Carlo Ferrari. An diese schließen sich ein Kupferstich an, auf dem eine „Betende Madonna“ dargestellt ist, die 1673 Tommaso Missiroli schuf, und eine „Madonna mit Kind“ aus dem 17. Jahrhundert.

#### Galerie der Vorfahren
Neben dem Empfangssaal liegt auch die Galerie der Vorfahren, deren Decke aus einem langen Tonnengewölbe besteht. Die beiden äußeren Wände sind mit zwei Freskenfragmenten dekoriert, auf denen das „Spiel der Putten“ (geschaffen 1681 von Felice Boselli beim Abriss des Teatro Sanvitale) dargestellt ist.
Der Raum wird durch einen großen, offenen Kamin aus dem späten 16. Jahrhundert und durch Mobiliar bereichert, das aus einigen Tischen aus dem 17. Jahrhundert, zeitgenössischen Kommoden und Stühlen, einer Truhe aus dem 16. Jahrhundert mit eingeschnitztem Wappen der Cantelli Zandemaria und zwei Bänken aus dem 19. Jahrhundert im Stile der Neurenaissance besteht.
An den Wänden hängen 74 Porträts von Mitgliedern der Familie Sanvitale. 49 der Gemälde wurden um die Mitte des 17. Jahrhunderts von einem unbekannten Künstler geschaffen, der – manchmal idealisiert – alle frühen Grafen von Ugo bis Ugo III. abbildete. Vom 18. bis zum 20. Jahrhundert wurde die Sammlung von anderen Malern komplettiert, darunter Enrico Bandini, der Luigi malte, Gaetano Signorini, der Jacopo abbildete, Giovanni Gaibazzi, der Alberto porträtierte, und Latino Barilli, der den letzten Grafen, Giovanni, malte.

### Säle im Erdgeschoss

#### Saal der Sanvitales
Von der Vorhalle auf der Nordostseite gelangt man in den Raum, der heute dem Eintrittskartenverkauf dient und durch einen offenen Steinkamin vom Ende des 16. Jahrhunderts gekennzeichnet ist.
An den Wänden hängen die Porträts einiger Mitglieder der Familie Sanvitale, die zwischen dem Ende des 17. und der zweiten Hälfte des 18. Jahrhunderts entstanden. Dort sind zwei Ovale ausgestellt, die den Grafen Luigi III. und seine Gattin Corona Avogadro zeigen, gemalt von Giovan Maria delle Piane (genannt „Il Molinaretto“) um 1700, sowie die Abbildung von Graf Jacopo Antonio III. in Gestalt des Pastors Eaco Panellenio, ausgeführt von Giuseppe Baldrighi zwischen 1752 und 1756.

#### Saal der Farneses
Der angrenzende Raum mit hölzerner Kassettendecke, die im 16. Jahrhundert bemalt wurde, ist mit einigen Möbeln aus dem 18. Jahrhundert ausgestattet.
An den Wänden hängen die Porträts der letzten Mitglieder der Familie Farnese, darunter das des Herzogs Odoardo II. und seiner Gattin Dorothea Sophia von der Pfalz, geschaffen von Felice Boselli, das des Herzogs Antonio, abgebildet von Ilario Spolverini, und das der Herzogin Elisabetta, die Kopie eines Gemäldes von Giovan Maria delle Piane (genannt „Il Molinaretto“). Daran schließen sich die Porträts des Grafen Alessandro III. Sanvitale, geschaffen von Felice Boselli, und von Marie Louise Élisabeth de Bourbon, eine Kopie eines Werkes von Jean-Étienne Liotard, an.

#### Saal der religiösen Gemälde
Der Saal der Farneses leitet zum Saal der religiösen Gemälde, dessen Decke aus einer Reihe von Kreuzgewölben aus dem 15. Jahrhundert besteht.
An den Wänden hängen verschiedene Gemälde religiöser Themen, darunter eine „Madonna mit Kind und die Heiligen Michael, Katherina und Alexandria, ein heiliger Papst und Katherina von Siena“, geschaffen Ende des 16. Jahrhunderts von dem Flamen Jan Soens, eine „Madonna mit Kind und die Heiligen Johannes und Lorenz“, die Kopie eines Werkes von Michelangelo Anselmi, ein „Letztes Abendmahl“, Kopie eines Gemäldes von Bartolomeo Schedoni, eine „Madonna mit Kind“, ausgeführt im 17. Jahrhundert von einem unbekannten Künstler aus der Toskana, sowie einige Gemälde mit biblischen Szenen, die in der zweiten Hälfte des 18. Jahrhunderts für die Kirche San Benedetto in Fontanellato angefertigt worden waren.

#### Saal des kleinen Theaters
Im folgenden Raum ist ein wertvolles, demontierbares, kleines Marionettentheater erhalten, das zwischen 1820 und 1825 im klassizistischen Stil für Albertina di Montenuovo angefertigt wurde. Das Manufakt stiftete die Gräfin dem Kindergarten von Fontanellato, von wo es 1959 von der Gemeindeverwaltung gekauft wurde.
Das hölzerne Werk, das aus einer 107 Zentimeter hohen und 91 Zentimeter tiefen Kiste besteht, zeigt einen bemalten Bühnenbogen in Trompe-l’œil-Technik mit dreieckigem Tympanon oben. Innen ist der Vorhang aus Leinwand, der sich nach oben aufrollen lässt, mit der Abbildung eines Sees mit kleiner Insel und einem klassischen Tempel dekoriert. Es haben sich 24 Marionetten, 18 Zentimeter hoch und noch mit der Originalkleidung, erhalten, sowie sechs Bühnenbilder in Tempera auf Karton.

#### Saal der jonglierenden Frauen

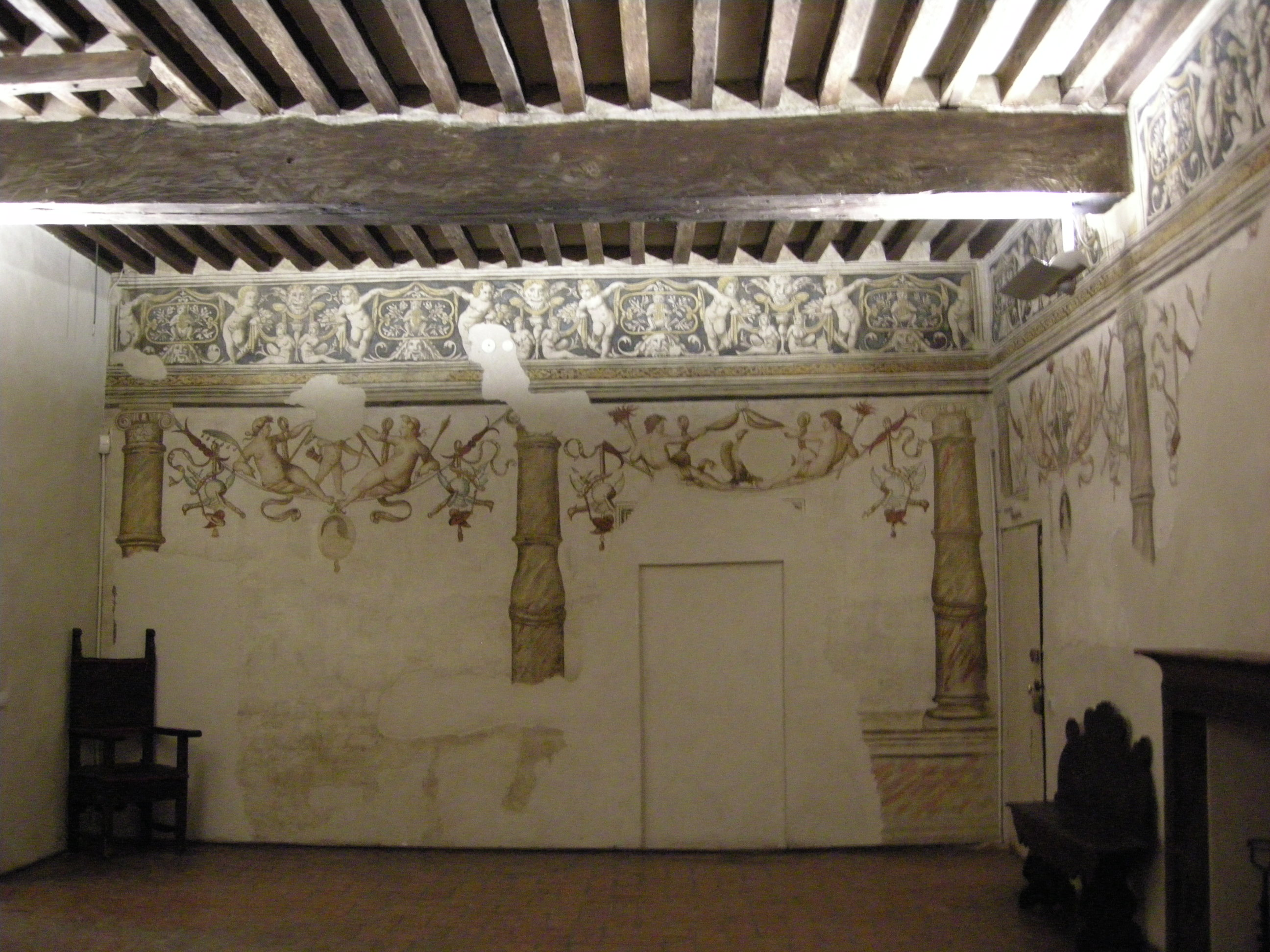
Saal der jonglierenden Frauen

Der folgende Raum, der ursprünglich die Taverne der Burg war, hat eine Holzbalkendecke, während die Wände mit Fresken dekoriert sind, die von einem Schüler von Cesare Cesariano um 1512 geschaffen wurden. Die Malereien zeigen eine Kolonnade mit ionischen Kapitellen, untereinander verbunden mit Fäden, auf die Paare weiblicher Figuren gespannt sind und an denen Helme, Schwerter und andere Waffen hängen. Darüber ist der hohe, einfarbige Fries angebracht, der mit einer Reihe von Putten und Satyrn dekoriert ist.
In dem Raum sind auch vier geschnitzte Konsolen und ein Tisch aus dem 17. Jahrhundert in farbigem Stuckmarmor aufgestellt, in deren Mitte ein „Herakles, der die Hydra tötet“ abgebildet ist.

#### Saal der Putten
Anschließend an den Saal der jonglierenden Frauen liegt der Saal der Putten, mit einer lünettierten Rechteckgewölbedecke, die mit Fresken aus dem 16. Jahrhundert dekoriert ist, die Grotesken zeigen, sowie die aus dem vorhergehenden Raum. Lange wurde dieser Raum als ursprüngliche Kapelle der Burg angesehen, heute meint man aber, dass er vermutlich als alchemisches Kabinett von Gian Galeazzo Sanvitale entstand.
Die Gemälde folgen an den Wänden aufeinander; dort ist eine Kolonnade abgebildet, die von einem Architrav hängt, der sich über den gesamten Umfang des Raumes zieht. Weitere Fäden mit hängenden Figurenpaaren verbinden die Kapitelle, während die Lünetten darüber je ein Putto tragen. Der Fries erinnert an das lateinische Osterantiphon Regina Caeli.

#### Saal der Grotesken
Vom Saal der jonglierenden Frauen gelangt man in den Saal der Grotesken, der im quadratischen Turm an der Nordecke der Burg liegt. Auch dieser Raum hat eine lünettierte Rechteckgewölbedecke, die mit Fresken von Grotesken dekoriert und 1861 von den Malern Giovanni Gaibazzi und Giuseppe Bossi geschaffen wurden.
An einer Wand ist ein großes Gemälde angebracht, auf dem die „Vier Kardinaltugenden und die drei theologischen Tugenden“ abgebildet sind. Es wurde Anfang des 18. Jahrhunderts von Carlo Preda gemalt.

#### Durchgangssaal
Der Saal der jonglierenden Frauen vermittelt den Zugang zu einem kleinen Durchgangsraum, der mit Fresken aus dem 16. Jahrhundert dekoriert ist, ähnlich denen im benachbarten Raum.

#### Saal von Diana und Aktaion

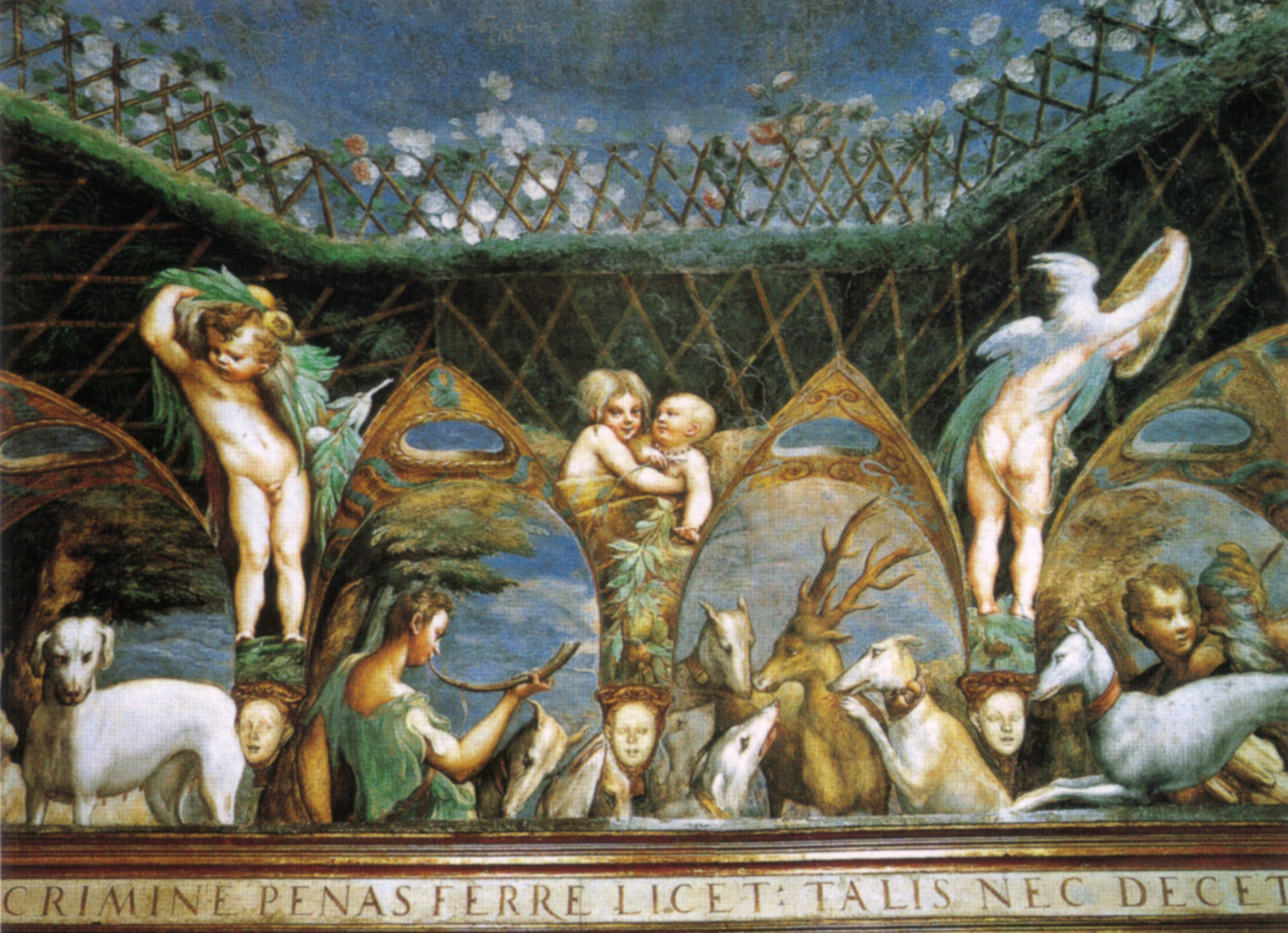
Nordseite des Saales von Diana und Aktaion

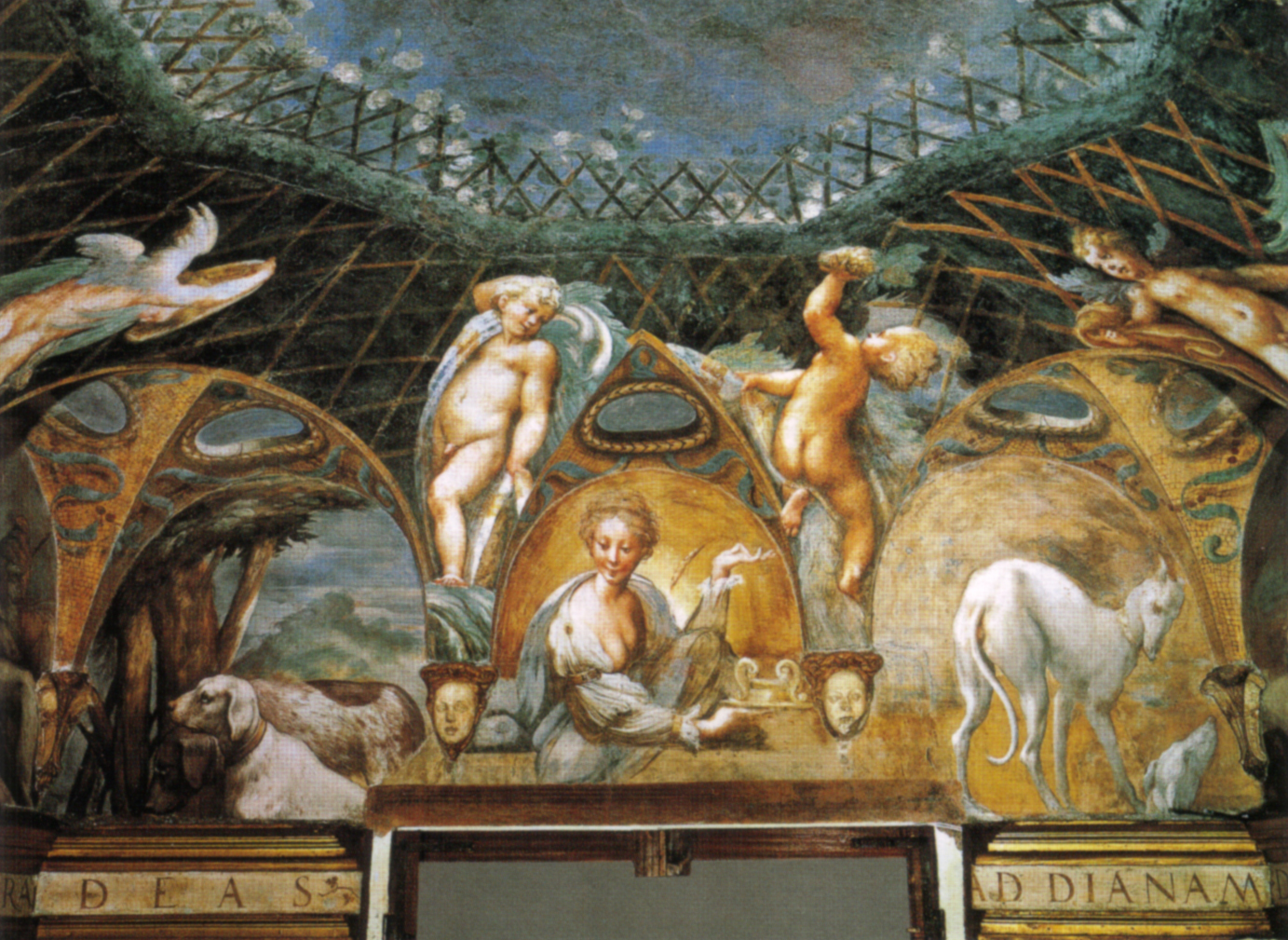
Ostseite des Saales von Diana und Aktaion

Der Durchgangssaal führt zum bekanntesten Raum der Burg, dem Saal von Diana und Aktaion, den man ursprünglich erreichte, wenn man vom Saal der Grotesken einige Stufen hinabstieg.
Der Raum, der ein lünettiertes Rechteckgewölbe enthält, wurde von Graf Gian Galeazzo Sanvitale und seiner Gattin Paola Gonzaga in Auftrag gegeben, aber man kennt seinen ursprünglichen Zweck nicht: Den Hypothesen nach, die zwischen den Gelehrten diskutiert werden, könnte es sich anfangs um ein Badezimmer gehandelt haben, einen privaten Arbeitsraum oder einen Ort der Meditation.
Der kleine Saal ist an der Decke und an den 14 Lünetten mit einem Freskenzyklus um den Mythos von Diana und Aktaion dekoriert, der in den ‚‘Metamorphosen von Ovid behandelt wird. Ganz oben ist eine dichte Pergola zwischen Putten abgebildet, die in der Mitte Platz für das Himmelsgewölbe lassen, in dessen Zentrum ein kreisrunder Spiegel heraussticht, der den Schriftzug „Respice finem“ (dt.: Sieh auf das Ende) trägt. Das manieristische Gemälde, das Parmigianino in den Jahren 1523 und 1524 schuf, gilt als eine der wichtigsten Jugendwerke des Künstlers.

### Floragarten

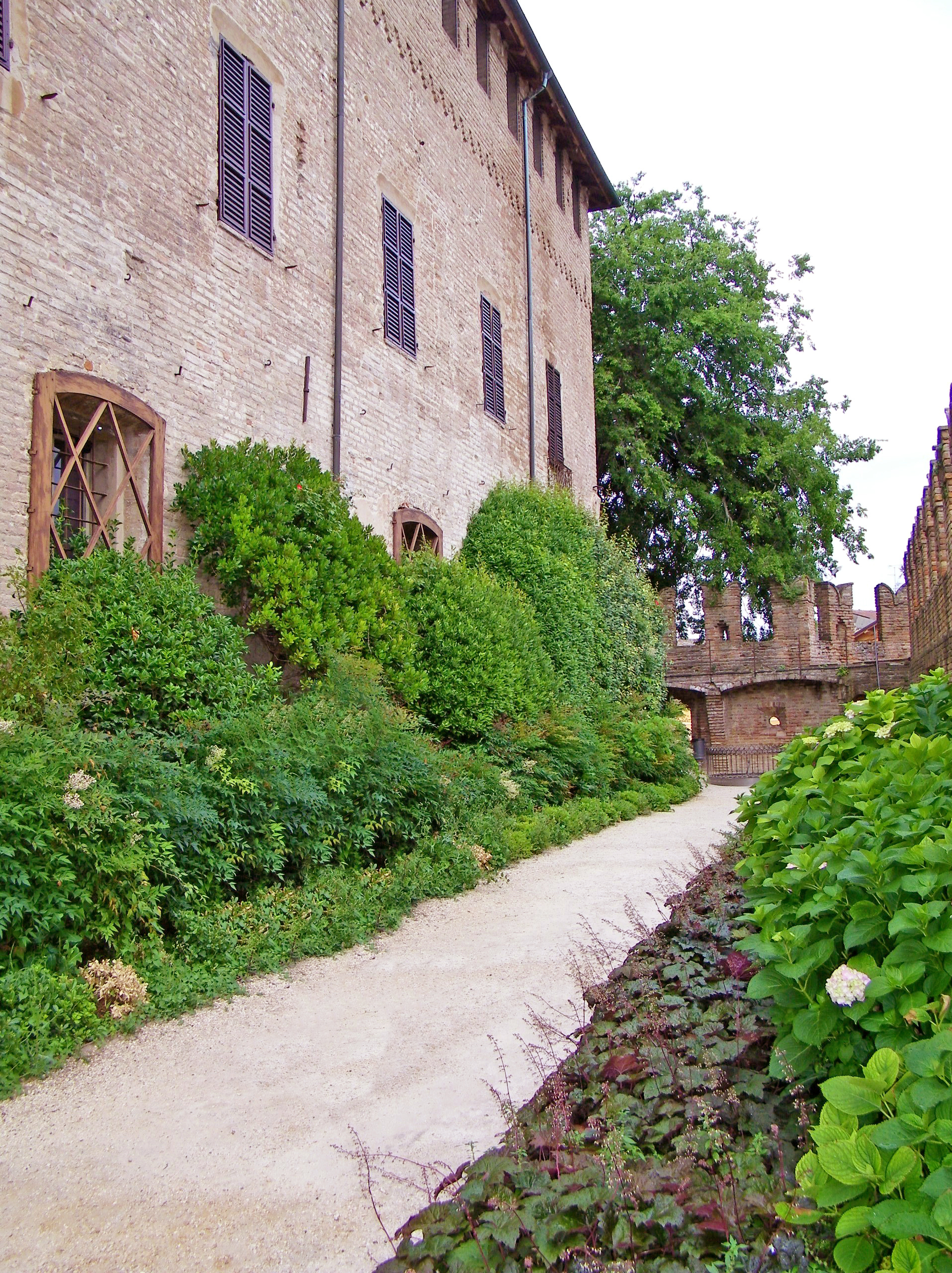
Floragarten

Die nordwestliche Vorhalle führt zum hängenden Garten, der im 19. Jahrhundert auf der Südwestterrasse geschaffen wurde, nachdem man einige Gebäudeteile abgerissen und so leere Flächen erhalten hatte. Die Esplanade, die als Raum für den Spaziergang der Grafen Sanvitale genutzt wurde, war ursprünglich mit Blumen und aromatischen Kräutern bepflanzt.
Den schmale und lange Grünstreifen, der 2003 vollständig umgestaltet wurde, durchquert ein Kiesweg in der Mitte, flankiert von üppigen Blumenbeeten mit Hortensien, Lavendelpflanzen und anderen Kräutern mit konstanter Blumenpracht im Frühjahr und im Sommer.
Neben dem Südturm erhebt sich ein monumentales Exemplar eines Zürgelbaumes, der am 24. Juni 2019 teilweise zusammenbrach.

### Kartensaal
Am westlichen Ende des Gartens liegen einige einstöckige Gebäude, die ursprünglich als Diensträume genutzt wurden. Anfang des 20. Jahrhunderts wurden sie vollkommen umgebaut und enthalten heute das historische Archiv der Gemeinde.
Im Kartensaal sind einige der 288 Karten aus dem 18. und 19. Jahrhundert ausgestellt, die die Besitzungen der Sanvitales betreffen und die der Bürgermeister Pompeo Piazza 1948 vom letzten Grafen Giovanni Sanvitale geschenkt bekam.
Darüber hinaus enthält der Raum 30 Lithographien, auf denen die Burgen des Herzogtums Parma und Piacenza abgebildet sind; sie wurden um 1850 von dem Maler Alberto Pasini geschaffen.

### Camera Obscura

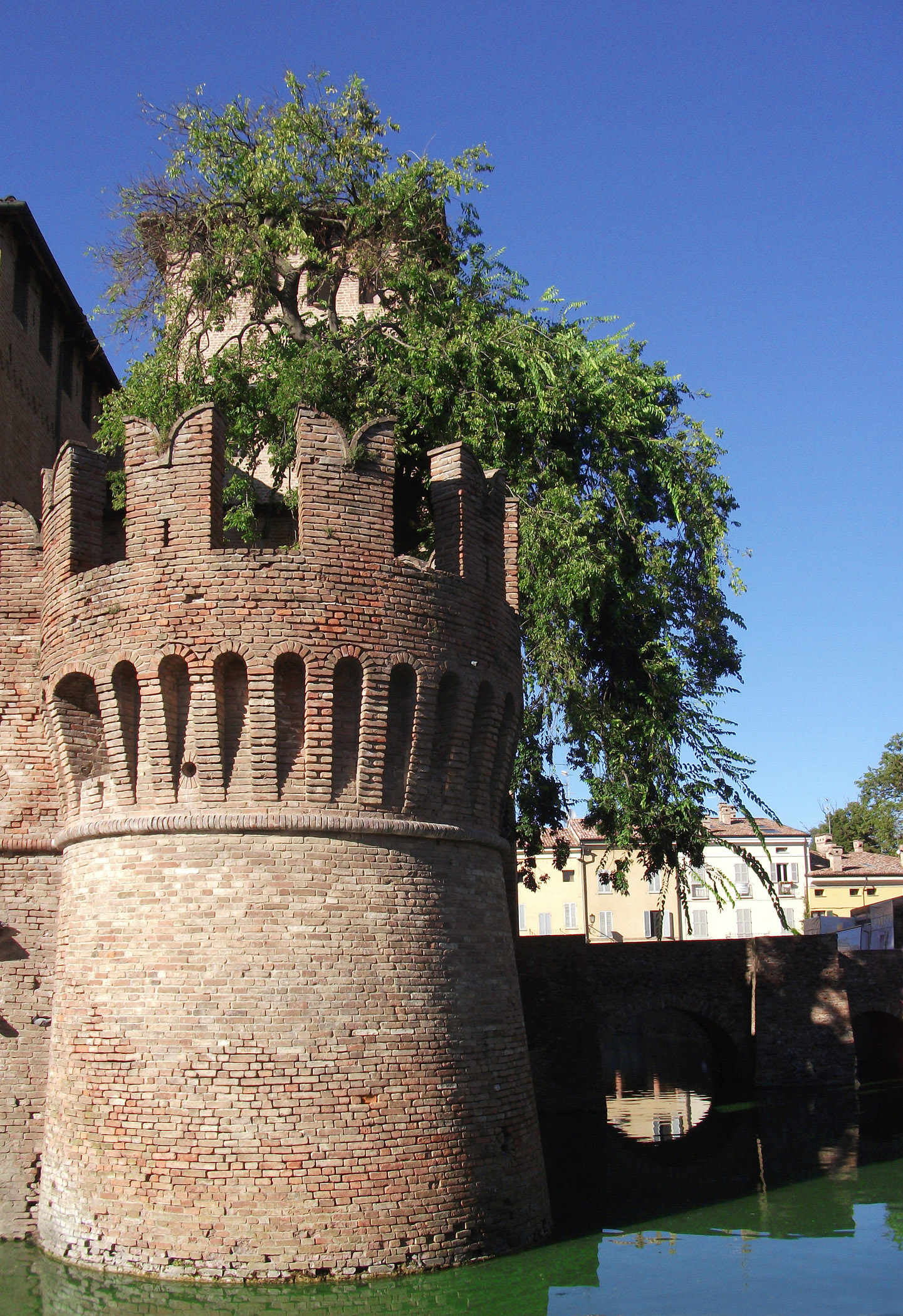
Südturm

Der Südturm, der früher höher war und mehr Stockwerke zur Aufnahme der Gefängnisse der Burg hatte, beherbergt heute in seinem Inneren die einzige, heute noch funktionierende Camera obscura aus dem 19. Jahrhundert in Italien. Sie ist direkt vom Floragarten aus zugänglich.
Der kreisrunde, sehr dunkle Raum ist mit zwei Spiegelsystemen und einem Prisma an den alten Schießscharten ausgestattet, die es ermöglichen, den Vorplatz der Burg auf drei Bildschirmen im Raum klar zu reflektieren und 180° davon zu projizieren. Die Apparatur, die der Graf Giovanni Sanvitale Ende des 19. Jahrhunderts hatte anfertigen lassen, galt damals als futuristisches Gesellschaftsspiel.
Die Camera obscura diente 1964 als Set für einige Sequenzen für den Film Vor der Revolution von Bernardo Bertolucci.

### Kapelle desSan Carlo
Das Erdgeschoss des ursprünglichen Bergfriedes der Burg enthält eine Kapelle, die dem Heiligen Karl Borromäus geweiht ist und 1688 im Auftrag von Graf Alessandro III. Sanvitale errichtet wurde.
In dem Raum ist ein Fresko erhalten, auf dem die „Madonna mit dem Kind und die Heiligen Josef, Klara, Franziskus und Johannes der Täufer“ abgebildet sind und das in den Jahren 1609 und 1610 von Bartolomeo Schedoni für die Kapuzinerkirche in Fontevivo geschaffen wurde und nach der Auflösung der christlichen Orden durch Napoleon im Jahre 1805 von dort entfernt wurde.
Der Marmoraltar, den 1688 der Bildhauer Alberto Oliva schuf, ist mit einem Altarbild bereichert, auf dem „Der Heilige Karl Borromäus, der die Pestopfer salbt“ dargestellt ist. Es wurde Ende des 17. Jahrhunderts von Antonio Nasini gemalt.
In der Kapelle hängt auch ein Ölgemälde aus dem 18. Jahrhundert, auf dem „Der Heilige Ignatius, der eine Besessene befreit“ und drei Grabbüsten dargestellt sind. Die erste wurde nach 1847 von Giuseppe Carpi geschaffen und zeigt Herzogin Marie-Louise, die zweite von Tommaso Bandini aus dem Jahre 1843 zeigt Mana Sanvitale und die dritte aus der Zeit um 1838 Stefano Sanvitale.

### Standartensaal
Der große Saal wurde von 1945 bis 1980 für den Gemeinderat genutzt und beherbergt seit 2015 die Standarte der „Seeligen Jungfrau von Fontanellato“, eine große Fahne aus rotem Damast, auf beiden Seiten mit Temperafarben bemalt und an den Rändern mit Fransen geschmückt.
Das Objekt, das vielleicht als Flagge einer Galeere diente, die von Graf Stefano Sanvitale während des Krieges um Kreta im 17. Jahrhundert befehligt wurde, wurde zwischen 1654 und 1656 hergestellt. Später war die Standarte viele Jahre lang im Waffensaal ausgestellt, wurde aber danach entfernt und in einem Lager aufbewahrt, bevor sie erneut ausgestellt wurde, diesmal in der Kapelle des San Carlo. Ab 2006 wurde die Standarte einer langen Restaurierung unterzogen, das 2015 mit der Ausstellung im neuen Raum in einem Schaukasten beendet wurde.
Eine Seite der Flagge ist mit der Abbildung der „Krönung der Jungfrau von Fontanellato“ bemalt, in der auch der Heilige Karl Borromäus zu ihren Füßen erscheint. Auf der gegenüber liegenden Seite ist „Gott Vater mit der Taube zwischen Engeln und dem Heiligen Johannes dem Täufer mit dem Schaf“ abgebildet, gleich neben dem Schriftzug „Ecce agnus Dei“ (dt.: Hier ist das Lamm Gottes). Auf der Kontur beider Seiten sind die Wappen des Johanniterordens, des Großmeisters Jean de Lascaris-Castellar und der Sanvitales angebracht und darüber hinaus ein Dekor aus kleinen, vergoldeten Blumen.

### Säle im zweiten Obergeschoss

#### Loggiasaal
Im zweiten Obergeschoss der Burg liegt der große Loggiasaal. Der Raum, der als Decke einen hölzernen Dachstuhl hat, dient heute als Versammlungssaal des Gemeinderates von Fontanellato.

#### Zinnensaal und Saal der Eifersucht
Weitere zwei Räume, die ebenfalls als Decken einen hölzernen Dachstuhl haben, dienen als Versammlungssäle. Während der Saal der Eifersucht zum Innenhof hin zeigt, ist der Zinnensaal auf der Seite des Vorplatzes gelegen, von dem er durch die zahlreichen, überdachten, ghibellinischen Zinnen getrennt ist.

### Untergeschoss
Unter der Burg erstrecken sich lange, unterirdische Galerien, die ursprünglich als Stallungen und Truppenunterkunft dienten und darüber hinaus zum Wassergraben führten. Man gelangte dorthin ursprünglich über zwei Treppen, von denen eine für Pferde gedacht war. Im 16. Jahrhundert, als die Verteidigungsbedürfnisse der Burg abnahmen, wurden diese Räumlichkeiten in Keller und Wirtschaftsräume mit Brunnen und Ofen genutzt.

### Besucherrundgang
Die Burg ist öffentlich zugänglich und bildet einen Teil des Circuito dei Castelli der Associazione dei Castelli del Ducato di Parma, Piacenza e Pontremoli, die dort auch ihren Sitz hat.
Zu besichtigen sind neben dem Innenhof und den Floragarten die Loggia im ersten Obergeschoss, der Waffensaal, der Speisesaal, der Billardsaal, der Saal der Erinnerungsstücke an Herzogin Marie-Louise, der Saal der orientalischen Kostüme, der Empfangssaal, das Geburtszimmer, die Galerie der Vorfahren, der Saal der Sanvitales, der Saal der Farneses, der Saal der religiösen Gemälde, der Saal des kleinen Theaters, der Saal der jonglierenden Frauen, der Saal der Putten, der Saal der Grotesken, der Durchgangssaal, der Saal von Diana und Aktaion, die Camera Obscura, und der Standartensaal.

## Kulturelle Veranstaltungen

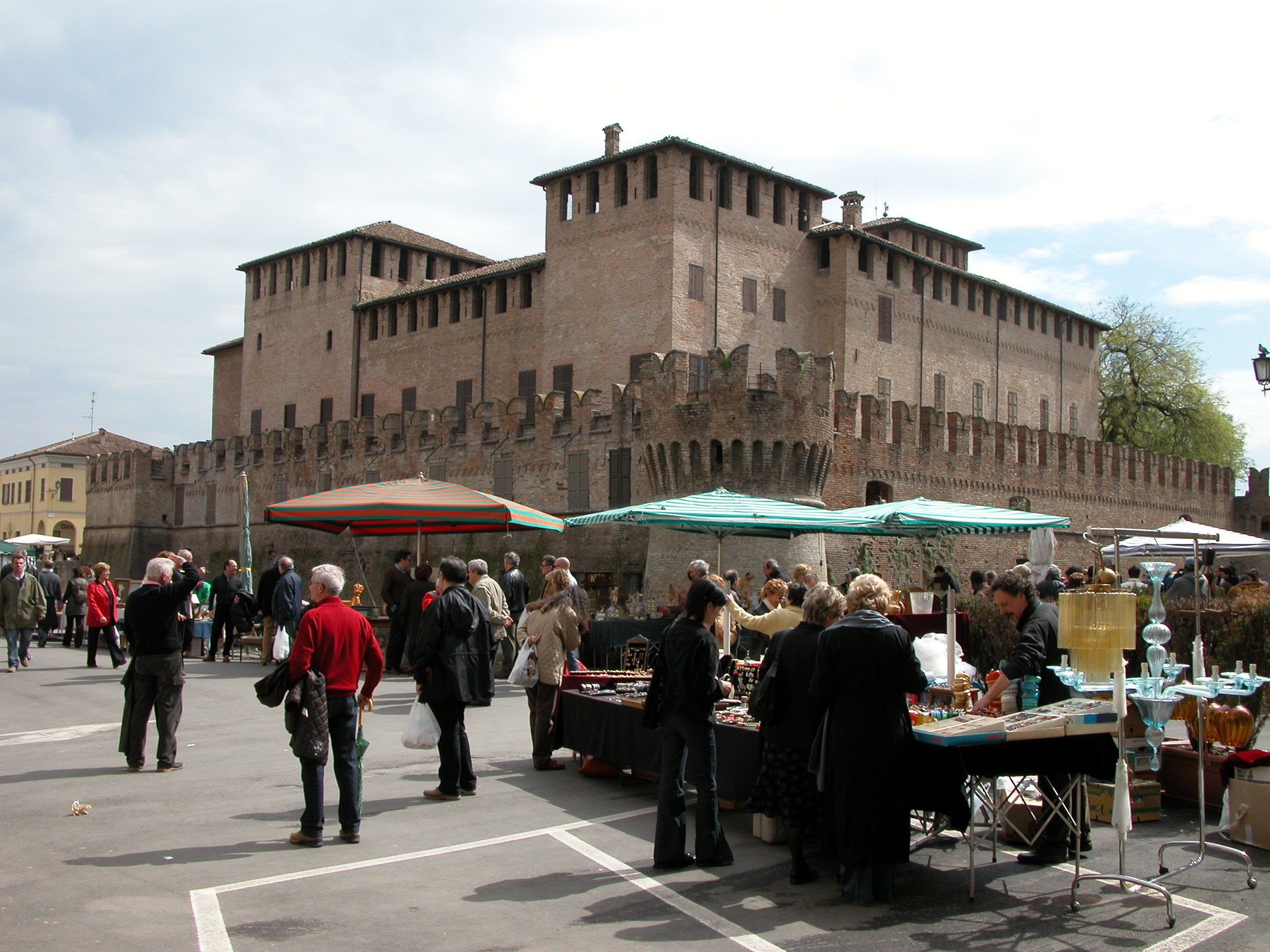
Der kleine Antiquitätenmarkt auf dem Platz um die Burg

Auf dem Innenhof, dem Vorplatz der Burg und dem Gelände um den Burggraben finden verschiedene kulturelle, gastronomische und Gesangsveranstaltungen statt und es werden dort Ausstellungen und kleine Märkte abgehalten, darunter der monatliche, auf dem es Antiquitäten zu kaufen gibt.

## Angebliche Geister
Wie viele andere Burgen scheint auch die Rocca di Fontanellato einige Geister zu beherbergen, wie auch bei einigen Inspektionen im Jahre 2014 bestätigt wurde.
Einigen Legenden nach soll zwischen den Sälen des ersten Obergeschosses der Geist von Barbara Sanseverino wandern, die nach einer vermuteten Verschwörung gegen Herzog Ranuccio I. Farnese verurteilt wurde. Die Kapelle des San Carlo ist dagegen als ewiger Aufenthaltsort des Gespenstes von Maria Sanvitale, der Tochter von Luigi Sanvitale und Albertina di Montenuovo, bekannt, die im Alter von 5 Jahren verstarb.